# Коронавірусна хвороба 2019 у Нігерії
Спалах коронавірусної хвороби 2019 у Нігерії — це поширення пандемії коронавірусної хвороби 2019 на територію Нігерії. Перший випадок хвороби в країні зареєстровано 27 лютого 2020 року в Лагосі в громадянина Італії, що стало першим випадком коронавірусної хвороби в Африці південніше Сахари. 9 березня в Евекоро в штаті Огун виявлено другий випадок інфікування в країні, у громадянина Нігерії, який контактував із громадянином Італії.
Поширення коронавірусу в Нігерії стало відомим у всьому світі через те, що його показник був надзвичайно низький, оскільки було зареєстровано трохи менше 255 тисяч підтверджених випадків у країні з населенням понад 200 мільйонів; однак у Нігерії було набагато менше тестувань на коронавірус, ніж в інших країнах. Проте кількість смертей була мінімальною (3143). Це пояснюється теплішим кліматом, набагато молодшим населенням (менше людей у будинках для людей похилого віку), швидшою реакцією уряду та, що важливо, досвіду боротьби з недавніми епідеміями, такими як гарячка Ебола, якого бракувало більшості західних країн.

## Фон
20 січня 2020 року федеральний уряд Нігерії повідомив громадян про посилення спостереження в п'яти найбільших міжнародних аеропортах Нігерії для запобігання поширення коронавірусної хвороби. До цього списку включені аеропорти в Енугу, Лагосі, Кано штаті Риверс та Абуджі. Центр контролю за хворобами Нігерії оголосив цього ж дня, що в його складі вже створено групу з коронавірусу, яка активізує свою роботу відразу ж після виявлення випадків коронавірусної хвороби в країні.
31 січня у зв'язку з поширенням епідемії коронавірусу в КНР та інших країнах світу, федеральний уряд Нігерії створив групу з питань боротьби з коронавірусною інфекцією для запобігання негативного впливу спалаху коронавірусної хвороби у випадку поширення хвороби в країні. Цього ж дня Всесвітня організація охорони здоров'я включила Нігерію до числа 13 африканських країн з високим ризиком поширення коронавірусної хвороби..
26 лютого громадянин Китаю повідомив представникам уряду штату Лагос, що він підозрює в себе інфікування коронавірусом. Його госпіталізували до лікарні Реддінгтон в Лагосі, та виписали наступного дня після негативного аналізу на коронавірус.

## Хронологія

### Лютий—березень
27 лютого представники владних структур країни повідомили про виявлення першого випадку коронавірусної хвороби в Нігерії. Ним виявився громадянин Італії, який працював у країні, та повертався з Мілана 25 лютого через міжнародний аеропорт імені Муртали Мухаммеда. Він захворів 26 лютого, та госпіталізований до відділення лікарні з підвищеним рівнем біологічної безпеки в Лагосі. для ізоляції та обстеження
9 березня в країні виявлено другий випадок коронавірусної хвороби в громадянина Нігерії в місті Евекоро в штаті Огун, який мав контакт із громадянином Італії.
13 березня повідомлено, що повторний тест на коронавірус у другого хворого в країні виявився від'ємним, таким чином його було визнано здоровим.
17 березня виявлено третій випадок, це сталося в штаті Лагос у 30-річної громадянки Нігерії, яка повернулась із Британії.
18 березня в країні виявлено 5 нових випадків коронавірусної хвороби, 4 з яких виявлені в штаті Лагос, ще один випадок виявлений у штаті Екіті.
19 березня в штаті Лагос виявлено 4 нових випадки хвороби. Представник уряду повідомив, що італійський громадянин, який першим захворів на коронавірусну хворобу на території Нігерії, повністю одужав та виписався з лікарні.
21 березня в країні зареєстровано 10 нових випадків коронавірусної хвороби, 7 у штаті Лагос та 3 у федеральній столичній території.
22 березня у країні зареєстровано 8 випадків коронавірусної хвороби: 6 у штаті Лагос, 1 у штаті Ойо, та ще один у федеральній столичній території.
23 березня у країні зареєстровано 10 нових випадків коронавірусної хвороби: 6 у штаті Лагос, 3 у федеральній столичній території, та 1 у штаті Едо. Цього дня підтверджено першу смерть від коронавірусної хвороби в країні, 67-річного Сулеймана Ахімугу, інженера та колишнього керуючого компанії з виробництва труб, який нещодавно повернувся з Великобританії, після чого його стан здоров'я значно погіршився.
24 березня в країні зареєстровано 4 нових випадки коронавірусної хвороби: один у штаті Лагос, один у штаті Огун, один у штаті Баучі та один у федеральній столичній території.
25 березня в країні зареєстровано 7 нових випадків коронавірусної хвороби: три у штаті Лагос, один у штаті Осун, один у штаті Крос-Ривер і два у федеральній столичній території.
26 березня в Нігерії зареєстровано 14 нових випадків коронавірусної хвороби: 12 у штаті Лагос, один у штаті Баучі та один у федеральній столичній території. Представники міністерства охорони здоров'я повідомили, що під наглядом знаходиться 4370 осіб з підозрою на коронавірусну хворобу.
27 березня в країні зареєстровано 16 нових випадків коронавірусної хвороби: 8 у штаті Лагос, три у федеральній столичній території, 2 у штаті Енугу, 2 в штаті Ойо, і один у штаті Едо. Цього ж дня губернатор штату Лагос Бабахіде Санво-Олу оголосив, що найбільш постраждалими муніципалітетами у штаті є Еті-Оса та Ікеджа.
28 березня в країні зареєстровано 16 нових випадків коронавірусної хвороби: 7 у штаті Лагос, 4 в штаті Ойо, 2 у федеральній столичній території, 1 у штаті Осун, 1 у штаті Кадуна та один у штаті Бенуе.
29 березня у країні виявлено 14 нових випадків коронавірусної хвороби: 9 у штаті Лагос та 5 у федеральній столичній території.
30 березня виявлено 20 нових випадків коронавірусної хвороби: 13ь у штаті Лагос, 4 у федеральній столичній території, 2 в штаті Кадуна і 1 в штаті Ойо.

### Квітень
1 квітня в країні виявлено 35 нових випадків коронавірусної хвороби: 9 у штаті Осун, 9 у штаті Лагос, 7 у федеральній столичній території, 5 у штаті Аква-Ібом, 2 у штаті Едо, 1 у штаті Екіті, 1 у штаті Кадуна і 1 у штаті Баучі.
2 квітня в країні виявлено 10 нових випадків коронавірусної хвороби: 7 у штаті Лагос та 3 у федеральній столичній території. Цього дня повідомлено також про одужання 11 осіб.
3 квітня в Нігерії виявлено 25 нових випадків хвороби: 11 у штаті Лагос, 6 в штаті Осун, 3 у федеральній столичній території, 3 в штаті Едо, 1 у штаті Ондо і 1 у штаті Ойо. Повідомлено про 11 одужань у країні. Повідомлено, що в країні зареєстровано 6700 контактів з хворими коронавірусною хворобою, їх кількість збільшилась на 71 %, обстежено близько 4 тисяч осіб, у країні працюють 8 лабораторій з тестування на COVID-19.
4 квітня в країні виявлено 5 нових випадків хвороби: 3 у штаті Баучі та два у федеральній столичній території.
5 квітня в Нігерії виявлено 18 нових випадків коронавірусної хвороби: 11 у штаті Лагос, 4 у федеральній столичній території, 2 в штаті Едо і 1 у штаті Кадуна.
6 квітня в країні зареєстровано 6 нових випадків коронавірусної хвороби: 2 в штаті Квара, 2 в штаті Едо, 1 у штаті Риверс і 1 у федеральній столичній території..
7 квітня в Нігерії зареєстровано 16 нових випадків хвороби: 10 у штаті Лагос, 2 у федеральній столичній території, 2 в штаті Ойо, один у штаті Дельта і один у штаті Кацина.
8 квітня у країні зареєстровано 22 нових випадки хвороби: 15 у штаті Лагос, 4 у федеральній столичній території, 2 у штаті Баучі та 1 у штаті Едо.
9 квітня у країні зареєстровано 14 нових випадків коронавірусної хвороби: 13 у штаті Лагос та 1 у штаті Дельта.
10 квітня в країні виявлено 17 нових випадків хвороби: 8 у штаті Лагос, 3 у штаті Кацина, 2 у федеральній столичній території, 1 у штаті Нігер, 1 у штаті Кадуна, 1 у штаті Ондо та 1 у штаті Анамбра.
11 квітня в Нігерії виявлено 13 нових випадків хвороби: 11 у штаті Лагос, 1 у штаті Дельта і 1 у штаті Кано.
12 квітня в країні виявлено 5 нових випадків: 2 у штаті Лагос, 2 у штаті Квара та 1 у штаті Кацина.
13 квітня в Нігерії виявлено 20 нових випадків коронавірусної хвороби: 13 у штаті Лагос, 2 у штаті Едо, 2 у штаті Кано, 2 у штаті Огун та 1 у штаті Ондо. Представники міністерства охорони здоров'я країни повідомили, що кількість проведених тестів збільшилась на 50 % за добу, довівши їх кількість до 1500 тестів за день, провівши до 6000 обстежень, маючи 11 спеціальних лабораторій.
14 квітня в країні зареєстровано 30 нових випадків коронавірусної хвороби: 25 у штаті Лагос, 2 у федеральній столичній території, 1 у штаті Кано, 1 у штаті Аква-Ібом і 1 у штаті Едо. Уряд штату Лагос повідомив, що його представники за два дні відвідали 118 тисяч домогосподарств, виявивши 119 осіб із симптомами коронавірусної хвороби на території штату.
15 квітня в Нігерії виявлено 34 нових випадки коронавірусної хвороби: 18 у штаті Лагос, 12 у штаті Кано, 2 у штаті Кацина, 1 у штаті Дельта і 1 у штаті Нігер. Представники міністерства охорони здоров'я країни повідомили, що в країні досягнута можливість проводити 3000 тестів на коронавірус на день.
16 квітня в країні виявлено 35 нових випадків хвороби: 19 у штаті Лагос, 9 у федеральній столичній території, 5 у штаті Кано, та 2 у штаті Ойо.
17 квітня в країні зареєстровано 51 новий випадок хвороби: 32 у штаті Лагос, 6 у штаті Кано, 5 у штаті Квара, 2 в федеральній столичній території, 2 в штаті Ойо, 2 в штаті Кацина, по 1 у штатах Огун і Екіті.
18 квітня у країні зареєстровано 48 нових випадків хвороби: 23 у штаті Лагос, 12 у федеральній столичній території, 10 у штаті Кано, 2 у штаті Огун, та 1 у штаті Ойо.
19 квітня в країні зареєстровано 86 нових випадків хвороби: 70 у штаті Лагос, 7 у федеральній столичній території, 3 у штаті Кацина, 3 у штаті Аква-Ібом, 1 у штаті Джигава, 1 у штаті Баучі, і 1 у штаті Борно.
20 квітня в країні зареєстровано 38 нових випадків хвороби: 23 у штаті Кано, 5 у штаті Гомбе, 3 у штаті Кадуна, 2 у штаті Борно, 2 у штаті Абія, 1 у федеральній столичній території, 1 у штаті Сокото, та 1 у штаті Екіті.
21 квітня в країні зареєстровано 117 нових випадків коронавірусної хвороби: 59 у штаті Лагос, 29 у федеральній столичній території, 14 у штаті Кано, 6 у штаті Борно, 4 в штаті Кацина, 3 в штаті Огун, 1 у штаті Ріверс, 1 у штаті Баучі.
22 квітня в країні зареєстровано 91 новий випадок хвороби: 74 в штаті Лагос, 5 в штаті Кацина, 4 в штаті Огун, 2 в штаті Дельта, 2 в штаті Едо, 1 в штаті Квара, 1 в штаті Ойо, 1 у федеральній столичній території, 1 у штаті Адамава.
23 квітня зареєстровано 108 нових випадків хвороби: 78 у штаті Лагос, 14 у федеральній столичній території, 5 у штаті Огун, 4 у штаті Гомбе, 3 у штаті Борно, 2 у штаті Аква-Ібом, 1 у штаті Квара, і 1 у штаті Плато.
24 квітня в Нігерії зареєстровано 114 нових випадків коронавірусної хвороби: 80 у штаті Лагос, 21 у штаті Гомбе, 5 у федеральній столичній території, 2 у штаті Замфара, 2 у штаті Едо, 1 у штаті Огун, 1 у штаті Ойо, 1 у штаті Кадуна, та 1 у штаті Сокото.
25 квітня в країні зареєстровано 87 нових випадків хвороби: 33 у штаті Лагос, 18 у штаті Борно, 12 у штаті Осун, 9 у штаті Кацина, 4 у штаті Кано, 4 у штаті Екіті, 3 у штаті Едо, 3 у штаті Баучі, і 1 у штаті Імо.
26 квітня в країні зареєстровано 91 новий випадок хвороби: 43 в штаті Лагос, 8 у штаті Сокото, 6 у штаті Тараба, 5 у штаті Кадуна, 5 у штаті Гомбе, 3 у штаті Ондо, 3 у федеральній столичній території, 3 у штаті Едо, 3в штаті Ойо, 3 в штаті Риверс, 3 в штаті Баучі, 2 у штаті Осун, 1 у штаті Аква-Ібом, 1 у штаті Баєлса, 1 у штаті Ебон, 1 в штаті Кеббі.
27 квітня в країні зареєстровано 64 нових випадки хвороби: 34 у штаті Лагос, 15 у федеральній столичній території, 11 у штаті Борно, 2 у штаті Тараба, та 2 у штаті Гомбе.
28 квітня в країні зареєстровано 195 нових випадків хвороби: 80 у штаті Лагос, 38 у штаті Кано, 15 у штаті Огун, 15 у штаті Баучі, 11 у штаті Борно, 10 у штаті Гомбе, 9 у штаті Сокото, 5 у штаті Едо, 5 у штаті Джигава, 2 у штаті Замфара, 1 у штаті Риверс, 1 у штаті Енугу, 1 у штаті Дельта, 1 у федеральній столичній території, та 1 у штаті Насарава.
29 квітня в Нігерії зареєстровано 196 нових випадків хвороби: 87 у штаті Лагос, 24 в штаті Кано, 18 у штаті Камбе, 17 у штаті Кадуна, 16 у федеральній столичній території, 10 у штаті Кацина, 8 у штаті Сокото, 7 у штаті Едо, 6 у штаті Борно, 1 у штаті Йобе, 1 у штаті Ебоні, та 1 у штаті Адамава.
30 квітня у країні зареєстровано 204 нових випадки хвороби: 80 у штаті Кано, 45 у штаті Лагос, 12 у штаті Гомбе, 9 у штаті Баучі, 9 у штаті Сокото, 7 у штаті Борно, 7 у штаті Едо, 6 у штаті Риверс, 6 в штаті Огун, 4 у федеральній столичній території, 4 в штаті Аква-Ібом, 4 в штаті Баєлса, 3 в штаті Кадуна, 2 в штаті Ойо, 2 в штаті Дельта, 2 в штаті Насарава, 1 в штаті Ондо, та 1 в штаті Кеббі.

### Травень
1 травня у країні зареєстровано 238 нових випадків: 92 у штаті Кано, 36 у федеральній столичній території, 30 у штаті Лагос, 16 у штаті Гомбе, 10 у штаті Баучі, 8 у штаті Дельта, 6 у штаті Ойо, 5 у штаті Замфара, 5 в штаті Сокото, 4 в штаті Ондо, 4 в штаті Насарава, 3 в штаті Квара, 3 в штаті Едо, 3 в штаті Екіті, 3 в штаті Борно, 3 в штаті Йобе, 3 в штаті Адамава, 1 в штаті Нігер, 1 у штаті Імо, 1 у штаті Ебоні, 1 у штаті Риверс, та 1 у штаті Енугу.
2 травня в країні зареєстровано 220 нових випадків: 65 у штаті Лагос, 52 у федеральній столичній території, 31 у штаті Кадуна, 13 у штаті Сокото, 10 у штаті Кеббі, 9 у штаті Йобе, 6 у штаті Борно, 5 в штаті Едо, 5 у штаті Баучі, 4 в штаті Гомбе, 4 в штаті Енугу, 4 в штаті Ойо, 3 в штаті Замфара, 2 в штаті Насарава, 2 в штаті Осун, 2 в штаті Ебоні, 2 в штаті Квара, 2 у штаті Кано, та 2 у штаті Плато.
3 травня в країні зареєстровано 170 нових випадків: 39 у штаті Лагос, 29 у штаті Кано, 24 у штаті Огун, 18 у штаті Баучі, 15 у штаті Кадуна, 12 у федеральній столичній території, 12 у штаті Сокото, 8 у штаті Кацина, 7 у штаті Борно, 3 у штаті Насарава, 2 у штаті Адамава, та 1 у штаті Ойо.
4 травня в країні зареєстровано 245 нових випадків: 76 у штаті Лагос, 37 у штаті Кацина, 32 у штаті Джигава, 23 у штаті Кано, 19 у федеральній столичній території, 18 у штаті Борно, 10 у штаті Едо, 9 у штаті Баучі, 6 у штаті Адамава, 5 у штаті Ойо, 5 у штаті Огун, 1 у штаті Екіті, 1 у штаті Осун, 1 у штаті Бенуе, 1 у штаті Нігер, та 1 у штаті Замфара.
5 травня в країні зареєстровано 148 нових випадків: 43 у штаті Лагос, 32 у штаті Кано, 14 у штаті Замфара, 10 у федеральній столичній території, 9 у штаті Кацина, 7 у штаті Тараба, 6 у штаті Борно, 6 у штаті Огун, 5 у штаті Ойо, 3 в штаті Едо, 3 в штаті Кадуна, 3 в штаті Баучі, 2 в штаті Адамава, 2 в штаті Гомбе, 1 у штаті Плато, 1 у штаті Сокото, та 1 у штаті Кеббі.
6 травня в країні зареєстровано 195 нових випадків: 82 у штаті Лагос, 30 у штаті Кано, 19 у штаті Замфара, 18 у штаті Сокото, 10 у штаті Борно, 9 у федеральній столичній території, 8 у штаті Ойо, 5 у штаті Кеббі, 5 у штаті Гомбе, 4 у штаті Огун, 3 у штаті Кацина, 1 у штаті Кадуна, та 1 у штаті Адамава.
7 травня в країні зареєстровано 381 новий випадків хвороби: 183 у штаті Лагос, 55 у штаті Кано, 44 у штаті Джигава, 19 у штаті Замфара, 19 у штаті Баучі, 11 у штаті Кацина, 9 у штаті Борно, 8 у штаті Квара, 7 у штаті Кадуна, 6 у штаті Гомбе, 5 у штаті Огун, 4 у штаті Сокото, 3 у штаті Ойо, 3 у штаті Ріверс, 2 у штаті Нігер, 1 у штаті Аква-Ібом, 1 у штаті Енугу, та 1 у штаті Плато.
8 травня в країні зареєстровано 386 нових випадків хвороби: 176 у штаті Лагос, 65 у штаті Кано, 31 у штаті Кацина, 20 у федеральній столичній території, 17 у штаті Борно, 15 у штаті Баучі, 14 у штаті Насарава, 13 у штаті Огун, 10 у штаті Плато, 4 у штаті Ойо, 4 у штаті Сокото, 4 у штаті Ріверс, 3 у штаті Кадуна, 2 у штаті Едо, 2 у штаті Ебоні, 2 у штаті Ондо, 1 у штаті Енугу, 1 у штаті Імо, 1 у штаті Гомбе, та 1 у штаті Осун.
9 травня в Нігерії зареєстровано 239 нових випадків хвороби: 97 у штаті Лагос, 44 у штаті Баучі, 29 у штаті Кано, 19 у штаті Кацина, 17 у штаті Борно, 7 у федеральній столичній території, 6 у штаті Квара, 5 у штаті Ойо, 3 в штаті Кадуна, 3 в штаті Сокото, 2 в штаті Адамава, 2 в штаті Кеббі, 2 в штаті Плато, 2 в штаті Огун, і 1 в штаті Екіті.
10 травня в країні зареєстровано 248 нових випадків хвороби: 81 у штаті Лагос, 35 у штаті Джигава, 26 у штаті Борно, 26 у штаті Кано, 20 у штаті Баучі, 13 у федеральній столичній території, 12 у штаті Едо, 10 у штаті Сокото, 7 у штаті Замфара, 4 у штаті Квара, 4 у штаті Кеббі, 2 у штаті Гомбе, 2 у штаті Тараба, 2 у штаті Огун, 2 у штаті Екіті, 1 у штаті Осун, та 1 у штаті Баєлса.
11 травня в країні зареєстровано 242 нових випадки хвороби: 88 у штаті Лагос, 64 у штаті Кано, 49 у штаті Кацина, 13 у штаті Кадуна, 9 у штаті Огун, 6 у штаті Гомбе, 4 у штаті Адамава, 3 у федеральній столичній території, 1 у штаті Ондо, 1 у штаті Ойо, 1 у штаті Ріверс, 1 у штаті Замфара, 1 у штаті Борно, та 1 у штаті Баучі.
12 травня в країні зареєстровано 146 нових випадків хвороби: 57 у штаті Лагос, 27 у штаті Кано, 10 у штаті Квара, 9 у штаті Едо, 8 у штаті Баучі, 7 у штаті Йобе, 4 у штаті Кеббі, 4 у штаті Ойо, 3 в штаті Кацина, 3 в штаті Нігер, 2 в штаті Плато, 2 в штаті Борно, 2 в штаті Бенуе, 2 в штаті Сокото, 1 в штаті Гомбе, 1 в штаті Енугу, 1 в штаті Ебоні, 1 в штаті Огун, 1 у федеральній столичній території, та 1 у штаті Риверс.
13 травня в Нігерії зареєстровано 184 нових випадки хвороби: 51 у штаті Лагос, 23 у штаті Джигава, 16 у штаті Баучі, 16 у штаті Кацина, 14 у штаті Кано, 10 у федеральній столичній території, 10 у штаті Риверс, 9 у штаті Квара, 5 у штаті Дельта, 5 у штаті Кадуна, 4 у штаті Сокото, 4 у штаті Ойо, 3 у штаті Кеббі, 3 у штаті Насарава, 3 у штаті Осун, 2 у штаті Ондо, 1 у штаті Ебоні, 1 у штаті Едо, 1 у штаті Енугу, 1 у штаті Анамбра, 1 у штаті Плато, та 1 у штаті Нігер.
14 травня в країні зареєстровано 193 нових випадків хвороби: 58 у штаті Лагос, 46 у штаті Кано, 35 у штаті Джигава, 12 у штаті Йобе, 9 у федеральній столичній території, 7 у штаті Огун, 5 у штаті Плато, 5 у штаті Гомбе, 4 в штаті Імо, 3 в штаті Едо, 3 в штаті Квара, 3 в штаті Борно, 1 у штаті Баучі, 1 у штаті Насарава, та 1 у штаті Ондо.
15 травня в країні зареєстровано 288 нових випадків хвороби: 179 у штаті Лагос, 20 у штаті Кадуна, 15 у штаті Кацина, 15 у штаті Джигава, 13 у штаті Борно, 11 у штаті Огун, 8 у штаті Кано, 7 у федеральній столичній території, 4 в штаті Нігер, 4 в штаті Екіті, 3 в штаті Ойо, 3 в штаті Дельта, 3 в штаті Баучі, 2 в штаті Квара, і 1 у штаті Едо.
16 травня в Нігерії зареєстровано 176 нових випадків хвороби: 95 у штаті Лагос, 31 у штаті Ойо, 11 у федеральній столичній території, 8 у штаті Нігер, 8 у штаті Борно, 6 у штаті Джигава, 4 у штаті Кадуна, 3 у штаті Анамбра, 2 в штаті Едо, 2 в штаті Риверс, 2 в штаті Насарава, 2 в штаті Баучі, 1 у штаті Бенуе, та 1 у штаті Замфара.
17 травня в країні зареєстровано 338 нових випадків хвороби: 177 у штаті Лагос, 64 у штаті Кано, 21 у федеральній столичній території, 16 у штаті Риверс, 14 у штаті Плато, 11 у штаті Ойо, 9 у штаті Кацина, 4 у штаті Джигава, 4 в штаті Кадуна, 3 в штаті Абія, 3 в штаті Баучі, 3 в штаті Борно, 2 в штаті Гомбе, 2 в штаті Аква-Ібом, 2 в штаті Дельта, 1 у штаті Ондо, 1 у штаті Кеббі, та 1 в штаті Сокото.
18 травня в країні зареєстровано 216 нових випадків хвороби: 74 у штаті Лагос, 33 у штаті Кацина, 19 у штаті Ойо, 17 у штаті Кано, 13 у штаті Едо, 10 у штаті Замфара, 8 у штаті Огун, 8 у штаті Борно, 8 у штаті Гомбе, 7 у штаті Баучі, 7 у штаті Квара, 4 у федеральній столичній території, 3 у штаті Кадуна, 3 у штаті Енугу, та 2 у штаті Риверс.
19 травня в країні зареєстровано 226 нових випадків хвороби: 131 у штаті Лагос, 25 у штаті Огун, 15 у штаті Плато, 11 у штаті Едо, 7 у штаті Кадуна, 6 у штаті Ойо, 5 у федеральній столичній території, 5 у штаті Адамава, 4 в штаті Джигава, 4 в штаті Ебоні, 4 в штаті Борно, 3 в штаті Насарава, 2 в штаті Баучі, 2 в штаті Гомбе, 1 у штаті Енугу, та 1 у штаті Баєлса.
20 травня в країні зареєстровано 284 нових випадки хвороби: 199 у штаті Лагос, 26 у штаті Риверс, 19 у штаті Ойо, 8 у федеральній столичній території, 8 у штаті Борно, 7 у штаті Плато, 6 у штаті Джигава, 5 у штаті Кано, 2 в штаті Абіа, 1 у штаті Екіті, 1 у штаті Дельта, 1 у штаті Квара, та 1 у штаті Тараба.
21 травня в Нігерії зареєстровано 339 нових випадків хвороби: 139 у штаті Лагос, 28 у штаті Кано, 28 у штаті Ойо, 25 у штаті Едо, 22 у штаті Кацина, 18 у штаті Кадуна, 14 у штаті Джигава, 13 у штаті Йобе, 13 у штаті Плато, 11 у федеральній столичній території, 8 у штаті Гомбе, 5 у штаті Огун, 4 у штаті Баучі, 4 у штаті Насарава, 3 у штаті Дельта, 2 у штаті Ондо, 1 у штаті Риверс, та 1 у штаті Адамава.
22 травня в Нігерії зареєстровано 245 нових випадків хвороби: 131 у штаті Лагос, 16 у штаті Джигава, 13 у штаті Огун, 12 у штаті Борно, 9 у штаті Кадуна, 9 у штаті Ойо, 9 у штаті Риверс, 9 у штаті Ебоні, 8 у штаті Кано, 7 у штаті Квара, 5 у штаті Кацина, 3 у штаті Аква-Ібом, 3 у штаті Сокото, 2 у штаті Баучі, 2 у штаті Йобе, 1 у штаті Анамбра, 1 у штаті Гомбе, 1 у штаті Нігер, 1 у штаті Ондо, 1 у штаті Плато, 1 у федеральній столичній території, та 1 у штаті Баєлса.
23 травня в країні зареєстровано 265 нових випадків хвороби: 133 у штаті Лагос, 34 у штаті Ойо, 28 у штаті Едо, 23 у штаті Огун, 22 у федеральній столичній території, 6 у штаті Плато, 5 у штаті Кадуна, 3 у штаті Борно, 3 в штаті Нігер, 2 в штаті Квара, 2 в штаті Баучі, 2 в штаті Анамбра, та 2 в штаті Енугу.
24 травня в країні зареєстровано 313 нових випадків хвороби: 148 у штаті Лагос, 36 у федеральній столичній території, 27 у штаті Риверс, 19 у штаті Едо, 13 у штаті Кано, 12 у штаті Огун, 11 у штаті Ебоні, 8 у штаті Насарава, 8 у штаті Дельта, 7 у штаті Ойо, 6 у штаті Плато, 5 у штаті Кадуна, 4 у штаті Квара, 3 у штаті Аква-Ібом, 3 у штаті Баєлса, 2 у штаті Нігер, та 1 у штаті Анамбра.
25 травня в країні зареєстровано 229 нових випадків хвороби: 90 у штаті Лагос, 27 у штаті Кацина, 26 у штаті Імо, 23 у штаті Кано, 14 у федеральній столичній території, 12 у штаті Плато, 9 у штаті Огун, 7 у штаті Дельта, 5 у штаті Борно, 5 у штаті Ріверс, 4 у штаті Ойо, 3 у штаті Гомбе, 2 у штаті Осун, 1 у штаті Анамбра, та 1 у штаті Баєлса.
26 травня в країні зареєстровано 276 нових випадків хвороби: 161 у штаті Лагос, 36 у штаті Риверс, 27 у штаті Едо, 19 у штаті Кадуна, 10 у штаті Насарава, 6 у штаті Ойо, 4 у штаті Кано, 3 у штаті Дельта, 3 в штаті Ебоні, 2 в штаті Гомбе, 1 у штаті Огун, 1 у штаті Ондо, 1 у штаті Борно, 1 у штаті Абія, та 1 у штаті Баучі.
27 травня в країні зареєстровано 389 нових випадків хвороби: 256 у штаті Лагос, 23 у штаті Кацина, 22 у штаті Едо, 14 у штаті Риверс, 13 у штаті Кано, 11 у штаті Адамава, 11 у штаті Аква-Ібом, 7 у штаті Кадуна, 6 у штаті Квара, 6 у штаті Насарава, 2 у штаті Гомбе, 2 у штаті Плато, 2 у штаті Абіа, 2 у штаті Дельта, 2 у штаті Бенуе, 2 у штаті Нігер, 2 у штаті Когі, 2 в штаті Ойо, 1 у штаті Імо, 1 у штаті Борно, 1 у штаті Огун, та 1 у штаті Анамбра.
28 травня в Нігерії зареєстровано 182 нових випадки хвороби: 111 у штаті Лагос, 16 у федеральній столичній території, 10 у штаті Аква-Ібом, 8 у штаті Ойо, 6 у штаті Кадуна, 6 у штаті Дельта, 5 у штаті Ріверс, 4 у штаті Ебоні, 4 у штаті Огун, 3 у штаті Кано, 2 у штаті Плато, 2 у штаті Гомбе, 2 у штаті Квара, 1 у штаті Баучі, та 1 у штаті Борно.
29 травня в країні зареєстровано 387 нових випадків хвороби: 254 у штаті Лагос, 29 у федеральній столичній території, 24 у штаті Джигава, 22 у штаті Едо, 15 у штаті Ойо, 14 у штаті Риверс, 11 у штаті Кадуна, 6 у штаті Борно, 3 в штаті Кано, 2 в штаті Плато, 2 в штаті Йобе, 2 в штаті Гомбе, 2 в штаті Баучі, та 1 у штаті Ондо.
30 травня в країні зареєстровано 553 нових випадки хвороби: 378 у штаті Лагос, 52 у федеральній столичній території, 23 у штаті Дельта, 22 у штаті Едо, 14 у штаті Риверс, 13 у штаті Огун, 12 у штаті Кадуна, 9 у штаті Кано, 7 у штаті Борно, 6 у штаті Кацина, 5 у штаті Джигава, 5 у штаті Ойо, 3 у штаті Йобе, 3 у штаті Плато, та 1 у штаті Осун.
31 травня в країні зареєстровано 307 нових випадків хвороби: 188 у штаті Лагос, 44 у федеральній столичній території, 19 у штаті Огун, 14 у штаті Кадуна, 12 у штаті Ойо, 9 у штаті Баєлса, 5 у штаті Гомбе, 3 у штаті Кано, 3 у штаті Дельта, 2 у штаті Імо, 2 у штаті Риверс, 2 у штаті Нігер, 2 у штаті Баучі, 1 у штаті Плато, та 1 у штаті Квара.

### Червень
1 червня в країні зареєстровано 416 нових випадків хвороби: 192 у штаті Лагос, 41 у штаті Едо, 33 у штаті Риверс, 30 у штаті Кадуна, 23 у штаті Квара, 18 у штаті Насарава, 17 у штаті Борно, 14 у федеральній столичній території, 10 у штаті Ойо, 7 у штаті Кацина, 5 у штаті Абіа, 5 у штаті Дельта, 4 у штаті Адамава, 4 у штаті Кано, 3 у штаті Імо, 3 у штаті Ондо, 2 у штаті Бенуе, 2 у штаті Баучі, 2 у штаті Огун, та 1 у штаті Нігер.
2 червня в країні зареєстровано 241 новий випадок хвороби: 142 у штаті Лагос, 15 у штаті Ойо, 13 у федеральній столичній території, 12 у штаті Кано, 11 у штаті Едо, 10 у штаті Дельта, 9 у штаті Кадуна, 9 у штаті Ривер, 8 у штаті Борно, 4 у штаті Джигава, 3 у штаті Гомбе, 3 у штаті Плато, 1 у штаті Осун, та 1 у штаті Баучі.>
3 червня в країні зареєстровано 348 нових випадків хвороби: 163 у штаті Лагос, 76 у федеральній столичній території, 23 у штаті Ебоні, 21 у штаті Риверс, 8 у штаті Дельта, 8 у штаті Насарава, 8 у штаті Нігер, 6 у штаті Енугу, 5 у штаті Баучі, 5 у штаті Едо, 5 у штаті Екіті, 5 у штаті Ондо, 5 у штаті Гомбе, 4 у штаті Бенуе, 2 у штаті Огун, 1 у штаті Осун, 1 у штаті Плато, 1 у штаті Когі, та 1 у штаті Анамбра.
4 червня в країні зареєстровано 350 нових випадків хвороби: 102 у штаті Лагос, 34 у штаті Огун, 29 у федеральній столичній території, 26 у штаті Борно, 23 у штаті Кадуна, 21 у штаті Риверс, 16 у штаті Квара, 17 у штаті Ебоні, 14 у штаті Кацина, 10 у штаті Едо, 10ь у штаті Дельта, 10 у штаті Кано, 10 у штаті Баучі, 9 у штаті Баєлса, 8 у штаті Імо, 4 у штаті Плато, 3 у штаті Ондо, 2 у штаті Насарава, 1 у штаті Гомбе, та 1 у штаті Ойо.
5 червня в країні зареєстровано 328 нових випадків хвороби: 121 у штаті Лагос, 70 у федеральній столичній території, 25 у штаті Баучі, 18 у штаті Риверс, 16 у штаті Ойо, 15 у штаті Кадуна, 14 у штаті Гомбе, 13 у штаті Едо, 13 у штаті Огун, 8 у штаті Джигава, 6 у штаті Енугу, 5 у штаті Кано, 2 у штаті Осун, та 2 у штаті Ондо.
6 червня в Нігерії зареєстровано 389 нових випадків хвороби: 66 у штаті Лагос, 50 у федеральній столичній території, 32 у штаті Дельта, 31 у штаті Ойо, 26 у штаті Борно, 24 у штаті Риверс, 23 у штаті Едо, 23 у штаті Ебоні, 17 у штаті Анамбра, 17 у штаті Гомбе, 14 у штаті Насарава, 12 у штаті Імо, 12 у штаті Кано, 12 у штаті Сокото, вісім у штаті Джигава, 7 у штаті Огун, 5 у штаті Баучі, 2 у штаті Кеббі, 2 в штаті Кадуна, 2 в штаті Кацина, 2 в штаті Ондо, 1 у штаті Абія, та 1 у штаті Нігер.
7 червня в країні зареєстровано 260 нових випадків хвороби: 67 у штаті Абіа, 40 у федеральній столичній території, 38 у штаті Лагос, 19 у штаті Огун, 16 у штаті Гомбе, 14 у штаті Едо, 9 у штаті Імо, 8 у штаті Квара, 8 у штаті Кацина, 8 у штаті Насарава, 8 у штаті Борно, 6 у штаті Кадуна, 5 у штаті Баучі, 4 у штаті Екіті, 2 у штаті Нігер, 2 у штаті Ондо, 2 у штаті Плато, 2 у штаті Кано, та 2 у штаті Сокото.
8 червня в країні зареєстровано 315 нових випадків хвороби: 128 у штаті Лагос, 34 у федеральній столичній території, 32 у штаті Риверс, 28 у штаті Едо, 22 у штаті Ойо, 20 у штаті Кадуна, 13 у штаті Гомбе, 8 у штаті Огун, 7 у штаті Дельта, 7 у штаті Квара, 5 у штаті Плато, 5 у штаті Кано, 4 у штаті Баучі, та 2 у штаті Кацина.
9 червня в країні зареєстровано 663 нових випадків хвороби: 170 у штаті Лагос, 108 у штаті Огун, 69 у штаті Баучі, 49 у штаті Ебоні, 33 у штаті Едо, 30 у штаті Риверс, 26 у федеральній столичній території, 26 у штаті Джигава, 20 у штаті Дельта, 17 у штаті Анамбра, 16 у штаті Гомбе, 16 у штаті Кано, 15 у штаті Імо, 14 у штаті Абія, 11 у штаті Борно, 11 у штаті Ойо, 8 у штаті Плато, 6 у штаті Кеббі, 6 у штаті Кадуна, 4 у штаті Ондо, 2 у штаті Нігер, 2 у штаті Кацина, 1 у штаті Осун, 1 у штаті Екіті, 1 у штаті Квара, та 1 у штаті Насарава.
10 червня в країні зареєстровано 409 нових випадків хвороби: 201 у штаті Лагос, 85 у федеральній столичній території, 22 у штаті Дельта, 16 у штаті Едо, 14 у штаті Насарава, 14 у штаті Борно, 14 у штаті Кадуна, 10 у штаті Баучі, 9 у штаті Риверс, 5 у штаті Енугу, 5 у штаті Кано, 4 у штаті Огун, 4 у штаті Ондо, 2 у штаті Баєлса, 2 у штаті Кеббі, та 2 у штаті Плато.
11 червня в Нігерії зареєстровано 681 новий випадок хвороби: 345 у штаті Лагос, 51 у штаті Риверс, 48 у штаті Огун, 47 у штаті Гомбе, 36 у штаті Ойо, 31 у штаті Імо, 28 у штаті Дельта, 23 у штаті Кано, 18 у штаті Баучі, 12 у штаті Едо, 12 у штаті Кацина, 9 у штаті Кадуна, 7 у штаті Анамбра, 5 у штаті Джигава, 4 у штаті Кеббі, 4 у штаті Ондо, та 1 у штаті Насарава.
12 червня в країні зареєстровано 627 нових випадків хвороби: двісті 29 у штаті Лагос, 65 у федеральній столичній території, 54 у штаті Абія, 42 у штаті Борно, 35 у штаті Ойо, 28 у штаті Риверс, 28 у штаті Едо, 27 у штаті Гомбе, 21 у штаті Огун, 18 у штаті Плато, 18 у штаті Дельта, 10 у штаті Баучі, 10 у штаті Кадуна, 9 у штаті Бенуе, 8 у штаті Ондо, 6 у штаті Квара, 4 у штаті Насарава, 4 в штаті Енугу, 3 в штаті Сокото, 3 в штаті Нігер, 3 в штаті Кеббі, 1 у штаті Йобе, та 1 у штаті Кано.
13 червня в країні зареєстровано 501 новий випадок хвороби: 195 у штаті Лагос, 50 у федеральній столичній території, 42 у штаті Кано, 27 у штаті Кадуна, 26 у штаті Едо, 22 у штаті Ойо, 21 у штаті Імо, 17 у штаті Гомбе, 12 у штаті Бенуе, 12 у штаті Енугу, 11 у штаті Дельта, 11 у штаті Анамбра, 10 у штаті Ебоні, 9 у штаті Насарава, 9 у штаті Огун, 8 у штаті Баучі, 4 у штаті Кеббі, 3 в штаті Аква-Ібом, 3 в штаті Джигава, 3 в штаті Кацина, 2 в штаті Йобе, 2 в штаті Борно, 1 в штаті Квара, та 1 в штаті Ондо.
14 червня в країні зареєстровано 403 нових випадки хвороби: 73 у штаті Гомбе, 68 у штаті Лагос, 46 у штаті Кано, 36 у штаті Едо, 35 у федеральній столичній території, 31 у штаті Насарава, 17 у штаті Кадуна, 16 у штаті Ойо, 15 у штаті Абія, 13 у штаті Дельта, 13 у штаті Борно, 8 у штаті Плато, 7 у штаті Нігер, 7 у штаті Риверс, 6 у штаті Енугу, 6 у штаті Огун, 3 у штаті Кеббі, 1 в штаті Ондо, 1 у штаті Анамбра, та 1 у штаті Імо.
15 червня в Нігерії зареєстровано 573 нових випадків хвороби: 216 у штаті Лагос, 103 у штаті Риверс, 68 у штаті Ойо, 40 у штаті Едо, 21 у штаті Кано, 20 у штаті Гомбе, 17 у федеральній столичній території, 13 у штаті Дельта, 12 у штаті Плато, 12 у штаті Баучі, 10 у штаті Нігер, 9 у штаті Кеббі, 8 у штаті Огун, 8 у штаті Ондо, 7 у штаті Абія, 5 у штаті Насарава, 1 у штаті Борно, 1 у штаті Квара, 1 у штаті Бенуе, та 1 у штаті Анамбра.
16 червня в країні зареєстровано 490 нових випадків хвороби: 142 у штаті Лагос, 60 у федеральній столичній території, 54 у штаті Баєлса, 39 у штаті Риверс, 37 у штаті Дельта, 30 у штаті Ойо, 26 у штаті Кадуна, 23 у штаті Імо, 19 у штаті Енугу, 17 у штаті Квара, 11 у штаті Гомбе, 10 у штаті Ондо, 8 у штаті Баучі, 7 у штаті Огун, 6 у штаті Борно, та 1 у штаті Бенуе.
17 червня в країні зареєстровано 587 нових випадків хвороби: 155 у штаті Лагос, 75 у штаті Едо, 67 у федеральній столичній території, 65 у штаті Риверс, 56 у штаті Ойо, 50 у штаті Дельта, 25 у штаті Баєлса, 18 у штаті Плато, 18 у штаті Кадуна, 17 у штаті Енугу, 12 у штаті Борно, 12 у штаті Огун, 7 у штаті Ондо, 4 у штаті Квара, 2 у штаті Кано, 2 у штаті Гомбе, 1 у штаті Сокото, та 1 у штаті Кеббі.
18 червня в країні зареєстровано 745 нових випадків хвороби: 280 у штаті Лагос, 103 у штаті Ойо, 72 у штаті Ебоні, 60 у федеральній столичній території, 46 у штаті Імо, 34 у штаті Едо, 33 у штаті Дельта, 25 у штаті Риверс, 23 у штаті Кадуна, 16 у штаті Ондо, 12 у штаті Кацина, 10 у штаті Кано, 8 у штаті Баучі, 7 у штаті Борно, 5 у штаті Квара, 4 у штаті Гомбе, 2 у штаті Сокото, 2 у штаті Енугу, 1 у штаті Йобе, 1 у штаті Осун, та 1 у штаті Насарава.
19 червня в країні зареєстровано 667 нових випадків хвороби: 281 у штаті Лагос, 48 у штаті Абіа, 45 у штаті Ойо, 38 у федеральній столичній території, 37 у штаті Огун, 31 у штаті Енугу, 23 у штаті Ондо, 21 у штаті Плато, 19 у штаті Едо, 18 у штаті Дельта, 18 у штаті Риверс, 17 у штаті Баєлса, 17 у штаті Аква-Ібом, 14 у штаті Кадуна, 12 у штаті Кано, 9 у штаті Баучі, 4 у штаті Гомбе, 3 у штаті Осун, 3 у штаті Бенуе, 3 у штаті Насарава, 3 в штаті Квара, 2 в штаті Екіті, та 1 у штаті Борно.
20 червня в країні зареєстровано 661 новий випадок хвороби: 230 у штаті Лагос, 127 у штаті Ріверс, 83 у штаті Дельта, 60 у федеральній столичній території, 51 у штаті Ойо, 31 у штаті Едо, 27 у штаті Баєлса, 25 у штаті Кадуна, 13 у штаті Плато, 6 у штаті Ондо, 3 у штаті Насарава, 2 у штаті Екіті, 2 у штаті Кано, та 1 у штаті Борно.
21 червня в країні зареєстровано 436 нових випадків хвороби: 169 у штаті Лагос, 52 у штаті Ойо, 31 у штаті Плато, 29 у штаті Імо, 28 у штаті Кадуна, 23 у штаті Огун, 18 у федеральній столичній території, 18 у штаті Енугу, 17 у штаті Баучі, 14 у штаті Баєлса, 8 у штаті Риверс, 6 у штаті Осун, 6 у штаті Кано, 5 у штаті Едо, 5 у штаті Бенуе, 3 у штаті Адамава, 2 у штаті Борно, 1 у штаті Абіа, та 1 у штаті Екіті.
22 червня в країні зареєстровано 675 нових випадків хвороби: 288 у штаті Лагос, 76 у штаті Ойо, 56 у штаті Риверс, 31 у штаті Дельта, 30 у штаті Ебоні, 28 у штаті Гомбе, двадцять у штаті Ондо, 20 у штаті Кадуна, 20 у штаті Квара, 17 у штаті Огун, 16 у федеральній столичній території, 13 у штаті Едо, 10 у штаті Абія, 9 у штаті Насарава, 9 у штаті Імо, 8 у штаті Баєлса, 8 у штаті Борно, 8 у штаті Кацина, 3 у штаті Сокото, 3 у штаті Баучі, та 2 у штаті Плато.
23 червня в країні зареєстровано 452 нових випадки хвороби: 209 у штаті Лагос, 67 у штаті Ойо, 37 у штаті Дельта, 36 у штаті Огун, 22 у федеральній столичній території, 20 у штаті Абіа, 16 у штаті Енугу, 15 у штаті Баучі, 8 у штаті Кадуна, 8 у штаті Ондо, 7 у штаті Осун, 3 у штаті Імо, 3 у штаті Бенуе, та 1 у штаті Борно.
24 червня в країні зареєстровано 649 нових випадків: 250 у штаті Лагос, 100 в штаті Ойо, 40 у штаті Плато, 40 у штаті Дельта, 28 у штаті Абія, 27 у штаті Кадуна, 22 у штаті Огун, 20 у штаті Едо, 18 у штаті Аква-Ібом, 17 у штаті Квара, 17 у федеральній столичній території, 14 у штаті Енугу, 13 у штаті Нігер, 13 у штаті Адамава, 7 у штаті Баєлса, 6 у штаті Осун, 6 у штаті Баучі, 4 в штаті Анамбра, 3 в штаті Гомбе, 2 в штаті Сокото, 1 у штаті Імо, та 1 у штаті Кано.
25 червня в країні зареєстровано 594 нових випадків хвороби: 159 у штаті Лагос, 106 у штаті Дельта, 44 у штаті Ондо, 34 у федеральній столичній території, 34 у штаті Едо, 33 у штаті Ойо, 33 у штаті Кадуна, 28 у штаті Енугу, 25 у штаті Кацина, 22 у штаті Імо, 15 у штаті Адамава, 12 у штаті Огун, 11 у штаті Осун, 8 у штаті Абія, 6 у штаті Ріверс, 5 у штаті Насарава, 5 у штаті Баучі, 5 у штаті Нігер, 4 у штаті Кеббі, 3 у штаті Екіті, 1 у штаті Плато, та 1 у штаті Тараба.
26 червня в країні зареєстровано 684 нових випадків хвороби: 259 у штаті Лагос, 76 у штаті Ойо, 69 у штаті Кацина, 66 у штаті Дельта, 46 у штаті Риверс, 23 у штаті Огун, 22 у штаті Едо, 22 у штаті Осун, 21 у штаті Ебоні, 20 у федеральній столичній території, 16 у штаті Кадуна, 10 у штаті Ондо, 9 у штаті Імо, 9 у штаті Абіа, 6 у штаті Ріверс, 5 у штаті Насарава, 5 у штаті Баучі, 5 у штаті Гомбе, 4 у штаті Плато, 4 у штаті Баучі, 2 у штаті Екіті, та 1 у штаті Анамбра.
27 червня в країні зареєстровано 779 нових випадків хвороби: 285 у штаті Лагос, 68 у штаті Риверс, 60 у федеральній столичній території, 60 у штаті Едо, 56 у штаті Енугу, 47 у штаті Дельта, 42 у штаті Ебоні, 41 у штаті Ойо, 19 у штаті Кадуна, 18 у штаті Огун, 16 у штаті Ондо, 12 у штаті Імо, 11 у штаті Сокото, 9 у штаті Борно, 8 у штаті Насарава, 5 у штаті Абія, 5 у штаті Гомбе, 5 у штаті Кеббі, 4 в штаті Кано, 3 в штаті Йобе, 3 в штаті Екіті, та 2 в штаті Осун.
28 червня в країні зареєстровано 490 нових випадків хвороби: 118 у штаті Лагос, 84 у штаті Дельта, 68 у штаті Ебоні, 56 у федеральній столичній території, 39 у штаті Плато, 29 у штаті Едо, 21 у штаті Кацина, 13 у штаті Імо, 12 у штаті Ондо, 11 у штаті Адамава, 8 у штаті Осун, 3 у штаті Енугу, 3 у штаті Баучі, 3 у штаті Аква-Ібом, 1 у штаті Когі, 1 у штаті Ойо, та 1 у штаті Баєлса.
29 червня в країні зареєстровано 566 нових випадків хвороби: 166 у штаті Лагос, 66 у штаті Ойо, 53 у штаті Дельта, 43 у штаті Ебоні, 34 у штаті Плато, 32 у штаті Ондо, 26 у федеральній столичній території, 25 у штаті Огун, 24 у штаті Едо, 15 у штаті Імо, 13 у штаті Баєлса, 12 у штаті Бенуе, 11 у штаті Гомбе, 11 у штаті Кано, 11 у штаті Кадуна, 8 у штаті Осун, 7 у штаті Насарава, 5 у штаті Борно, 2 в штаті Кацина, та 2 в штаті Анамбра.
30 червня в країні зареєстровано 561 новий випадок хвороби: 200 у штаті Лагос, 119 у штаті Едо, 52 у штаті Кадуна, 52 у федеральній столичній території, 32 у штаті Нігер, 19 у штаті Огун, 16 у штаті Ондо, 14 у штаті Імо, 11 у штаті Плато, 8 у штаті Абіа, 8 у штаті Ойо, 7 у штаті Баєлса, 6 у штаті Кацина, 5 у штаті Кано, 3 у штаті Баучі, 3 у штаті Осун, 3 у штаті Кеббі, 2 у штаті Борно, та 1 у штаті Джигава.

### Липень
1 липня в країні зареєстровано 790 нових випадків хвороби: 166 у штаті Дельта, 120 у штаті Лагос, 66 у штаті Енугу, 65 у столичній території, 60 у штаті Едо, 43 у штаті Огун, 41 у штаті Кано, 39 у штаті Кадуна, 33 у штаті Ондо, 32 у штаті Риверс, 29 у штаті Баєлса, 21 у штаті Кацина, 20 у штаті Імо, 18 у штаті Квара, 11 у штаті Ойо, 10 у штаті Абіа, 6 у штаті Бенуе, 4 в штаті Гомбе, 2 у штаті Йобе, 2 у штаті Баучі, та 2 у штаті Кеббі.
2 липня в країні зареєстровано 626 нових випадків хвороби: 193 у штаті Лагос, 85 у столичній території, 41 у штаті Ойо, 38 у штаті Едо, 34 у штаті Квара, 31 у штаті Абія, 29 у штаті Огун, 28 у Штат Ондо, 26 у штаті Риверс, 21 у штаті Осун, 18 у штаті Аква-Ібом, 18 у штаті Дельта, 15 у штаті Енугу, 13 у штаті Кадуна, 11 у штаті Плато, 8 у штаті Борно, 7 у штаті Баучі, 5 в штаті Адамава, 4 в штаті Гомбе, та 1 у штаті Сокото.
3 липня в країні зареєстровано 454 нових випадки хвороби: 87 у штаті Лагос, 63 у штаті Едо, 60 у столичній території, 41 у штаті Ондо, 32 у штаті Бенуе, 31 у штаті Абія, 29 у штаті Огун, 19 у штаті Ойо, 17 у штаті Кадуна, 16 у штаті Дельта, 15 у штаті Енугу, 14 у штаті Борно, 9 у штаті Плато, 8 у штаті Насарава, 5 у штаті Кано, 4 у штаті Баучі, 2 у штаті Гомбе, 1 у штаті Кацина, та 1 у штаті Когі.
4 липня в країні зареєстровано 603 нових випадків хвороби: 135 у штаті Лагос, 87 у штаті Едо, 73 у столичній території, 67 у штаті Риверс, 62 у штаті Дельта, 47 у штаті Огун, 20 у штаті Кадуна, 19 у штаті Плато, 17 у штаті Осун, 16 у штаті Ондо, 15 у штаті Енугу, 15 у штаті Ойо, 13 у штаті Борно, 6 у штаті Нігер, 4 у штаті Насарава, 3 у штаті Кеббі, 2 у штаті Кано, 1 у штаті Сокото, та 1 у штаті Абія.
5 липня в країні зареєстровано 603 нових випадки хвороби: 199 у штаті Лагос, 65 у штаті Ебоні, 47 у штаті Ойо, 46 у штаті Ондо, 31 у штаті Огун, 30 у штаті Едо, 28 у столичній території, 25 у штаті Кацина, 15 у штаті Плато, 11 у штаті Баєлса, 10 у штаті Кадуна, 10 у штаті Адамава, 8 у штаті Аква-Ібом, 7 у штаті Гомбе, 4 у штаті Кано, 3 у штаті Тараба, 2 у штаті Риверс, 2 в штаті Абіа, та 1 у штаті Екіті.
6 липня в країні зареєстровано 575 нових випадків хвороби: 123 у штаті Лагос, 100 у столичній території, 58 у штаті Дельта, 52 у штаті Едо, 42 у штаті Огун, 24 у штаті Кацина, 23 у штаті Баєлса, 22 у штаті Риверс, 19 у штаті Борно, 18 у штаті Плато, 18 у штаті Ондо, 17 у штаті Ойо, 15 у штаті Квара, 13 у штаті Осун, 5 у штаті Кросс-Ривер, 3 у штаті Кадуна, та 1 у штаті Екіті.
7 липня в країні зареєстровано 503 нові випадки хвороби: 153 у штаті Лагос, 76 у штаті Ондо, 54 у штаті Едо, 41 у столичній території, 37 у штаті Енугу, 30 у штаті Риверс, 24 у штаті Бенуе, 20 у штаті Осун, 15 у штаті Кадуна, 13 у штаті Квара, 9 у штаті Абія, 8 у штаті Борно, 6 у штаті Плато, 5 у штаті Тараба, 3 у штаті Огун, 3 у штаті Кано, 2 у штаті Кеббі, 2 в штаті Насарава, 1 у штаті Баєлса, та 1 у штаті Гомбе.
8 липня в країні зареєстровано 460 нових випадків хвороби: 150 у штаті Лагос, 49 у штаті Риверс, 43 у штаті Ойо, 38 у штаті Дельта, 26 у столичній території, 20 у штаті Анамбра, 20 у штаті Кано, 18 у штаті Плато, 14 у штаті Едо, 13 у штаті Баєлса, 13 у штаті Енугу, 12 у штаті Осун, 10 у штаті Квара, 8 у штаті Борно, 7 у штаті Огун, 6 у штаті Кадуна, 4 у штаті Імо, 3 в штаті Баучі, 3 в штаті Гомбе, 2 в штаті Нігер, та 1 у штаті Адамава.
9 липня в країні зареєстровано 499 нових випадків хвороби: 157 у штаті Лагос, 59 у штаті Едо, 56 у штаті Ондо, 31 у штаті Ойо, 22 у штаті Аква-Ібом, 21 у штаті Борно, 19 у штаті Плато, 18 у штаті Кадуна, 18 у штаті Кацина, 17 у штаті Баєлса, 17 у столичній території, 14 у штаті Дельта, 11 у штаті Кано, 10 у штаті Ріверс, 8 у штаті Енугу, 6 у штаті Огун, 4 у штаті Квара, 3 в штаті Імо, 2 в штаті Насарава, 2 в штаті Осун, 1 у штаті Абія, 1 у штаті Екіті, 1 у штаті Нігер, та 1 у штаті Йобе.
10 липня в країні зареєстровано 575 нових випадків хвороби: 224 у штариті Лагос, 85 у штаті Ойо, 68 у столичній території, 49 у штаті Риверс, 39 у штаті Кадуна, 31 у штаті Едо, 30 у штаті Енугу, 11 у штаті Дельта, 10 у штаті Нігер, 9 у штаті Кацина, 5 у штаті Ебоні, 3 у штаті Гомбе, 3 у штаті Джигава, 2 у штаті Плато, 2 у штаті Насарава, 2 у штаті Борно, 1 у штаті Кано, та 1 у штаті Абія.
11 липня в країні зареєстровано 664 нових випадки хвороби: 224 у штаті Лагос, 105 у столичній території, 85 у штаті Едо, 64 у штаті Ондо, 32 у штаті Кадуна, 27 у штаті Імо, 19 у штаті Осун, 17 у штаті Плато, 17 у штаті Ойо, 17 у штаті Огун, 14 у штаті Риверс, 11 у штаті Дельта, 10 у штаті Адамава, 7 у штаті Енугу, 6 у штаті Насарава, 3 у штаті Гомбе, 3 у штаті Абія, та 1 у штаті Екіті.
12 липня в країні зареєстровано 571 новий випадок хвороби: 152 у штаті Лагос, 108 у штаті Ебоні, 53 у штаті Едо, 46 у штаті Ондо, 38 у столичній території, 20 у штаті Ойо, 19 у штаті Квара, 17 у штаті Плато, 14 у штаті Осун, 14 у штаті Баєлса, 14 у штаті Екіті, 14 у штаті Кацина, 11 у штаті Аква-Ібом, 11 у штаті Кадуна, 11 у штаті Риверс, 10 у штаті Нігер, 7 у штаті Огун, 6 у штаті Кано, 4 у штаті Кросс-Рівер, та 2 у штаті Баучі.
13 липня в країні зареєстровано 595 нових випадків хвороби: 156 у штаті Лагос, 141 у штаті Ойо, 99 у столичній території, 47 у штаті Едо, 27 у штаті Кадуна, 22 у штаті Ондо, двадцять у штаті Риверс, 17 у штаті Осун, 13 у штаті Імо, 10 у штаті Плато, 8 у штаті Насарава, 8 у штаті Анамбра, 5 у штаті Кано, 5 у штаті Бенуе, 5 у штаті Борно, 4 у штаті Огун, 3 у штаті Тараба, 3 у штаті Гомбе, 1 у штаті Кеббі, та 1 у штаті Кросс-Рівер.
14 липня в країні зареєстровано 463 нових випаів хвороби: 128 у штаті Лагос, 92 у штаті Квара, 39 у штаті Енугу, 33 у штаті Дельта, 29 у штаті Едо, 28 у штаті Плато, 23 у штаті Кадуна, 15 у штаті Ойо, 14 у штаті Огун, 14 у штаті Осун, 12 у столичній території, 9 у штаті Ондо, 9 у штаті Риверс, 8 у штаті Абія, 5 у штаті Баєлса, 3 у штаті Екіті, та 2 у штаті Борно.
15 липня в країні зареєстровано 643 нових випадки хвороби: 230 у штаті Лагос, 69 у штаті Ойо, 51 у столичній території, 43 у штаті Едо, 35 у штаті Осун, 30 у штаті Риверс, 30 у штаті Ебоні, 28 у штаті Кадуна, 27 у штаті Огун, 23 у штаті Ондо, 20 у штаті Плато, 17 у штаті Бенуе, 16 у штаті Енугу, 10 у штаті Імо, 6 у штаті Дельта, 4 у штаті Кано, 2 у штаті Насарава, 1 у штаті Кеббі, та 1 в штаті Екіті.
16 липня в країні зареєстровано 595 нових випадків хвроби: 156 у штаті Лагос, 95 у штаті Ондо, 53 у штаті Риверс, 43 у штаті Абіа, 38 у штаті Ойо, 29 у штаті Енугу, 24 у штаті Едо, 23 у столичній території, 20 у штаті Кадуна, 17 у штаті Аква-Ібом, 17 у штаті Анамбра, 17 у штаті Осун, 14 у штаті Огун, 13 у штаті Кано, 11 у штаті Імо, 6 у штаті Дельта, 5 у штаті Екіті, 4 у штаті Гомбе, 4у штаті Плато, 2 у штаті Кросс-Ривер, 1 у штаті Адамава, 1 у штаті Баучі, 1 у штаті Джигава, та 1 у штаті Йобе.
17 липня в країні зареєстровано 600 нових випадків хвороби: 1 29 у штаті Лагос, 118 у столичній території, 87 у штаті Ойо, 55 у штаті Кано, 42 у штаті Бенуе, 35 у штаті Енугу, 28 у штаті Квара, 16 у штаті Імо, 13 у штаті Огун, 12 у штаті Кадуна, 12 у штаті Ондо, 11 у штаті Дельта, 11 у штаті Едо, 8 у штаті Плато, 6 у штаті Насарава, 6 у штаті Екіті, 6 у штаті Нігер, 4 в штаті Борно, 4 в штаті Абіа, та 3 в штаті Гомбе.
18 липня в країні зареєстровано 653 нових випадків хвороби: 115 у штаті Лагос, 85 у штаті Квара, 80 у штаті Енугу, 78 у столичній території, 36 у штаті Риверс, 35 у штаті Ондо, 30 у штаті Ойо, 28 у штаті Кацина, 19 у штаті Кадуна, 19 у штаті Абія, 18 у штаті Насарава, 17 у штаті Плато, 16 у штаті Імо, 9 у штаті Огун, 9 у штаті Ебоні, 9 у штаті Бенуе, 9 у штаті Кано, 8 у штаті Дельта, 7 у штаті Баучі, 6 у штаті Екіті, 4и у штаті Гобе, 4 у штаті Баєльса, 4 у штаті Адамава, 4 у штаті Осун, 1 у штаті Кросс-Рівер, 1 у штаті Йобе, 1 у штаті Борно, та 1 у штаті Замфара.
19 липня в країні зареєстровано 556 нових випадків хвороби: 104 у штаті Едо, 97 у штаті Лагос, 70 у столичній території, 66 у штаті Бенуе, 61 у штаті Ойо, 38 у штаті Кадуна, 28 у штаті Плато, дев'ятнадцять у штаті Осун, 14 у штаті Аква-Ібом, 13 у штаті Риверс, 13 у штаті Кацина, 13 у штаті Ондо, 6 у штаті Огун, 5 у штаті Кано, 4 у штаті Насарава, 2 у штаті Гомбе, 2 у штаті Екіті, та 1 у штаті Борно.
20 липня в країні зареєстровано 562 нових випадки хвороби: 102 у столичній території, 100 в штаті Лагос, 52 у штаті Плато, 50 у штаті Квара, 47 у штаті Абія, 35 у штаті Кадуна, 34 у штаті Бенуе, 26 у штаті Ойо, 24 у штаті Ебоні, 16 у штаті Кано, 15 у штаті Нігер, 14 у штаті Анамбра, 12 у штаті Гомбе, 11 у штаті Едо, 6 у штаті Риверс, 5 у штаті Насарава, 5 у штаті Дельта, 3 у штаті Борно, 2 у штаті Енугу, 2 у штаті Баучі, та 1 у штаті Кеббі.
21 липня в країні зареєстровано 576 нових випадків хвороби: 88 у штаті Лагос, 87 у штаті Квара, 82 у столичній території, 62 у штаті Плато, 39 у штаті Ондо, 28 у штаті Енугу, 26 у штаті Ойо, 24 у штаті Тараба, 20 у штаті Кадуна, 20 у штаті Ебоні, 17 у штаті Едо, 16 у штаті Кросс-Ривер, 14 у штаті Кано, 11 у штаті Риверс, 10 у штаті Огун, 9 у штаті Дельта, 8 у штаті Насарава, 8 в штаті Осун, 3 в штаті Кацина, 2 в штаті Імо, 1 у штаті Кеббі, та 1 у штаті Борно.
22 липня в країні зареєстровано 543 нових випадки: 180 у штаті Лагос, 86 у столичній території, 56 у штаті Кадуна, 47 у штаті Едо, 37 у штаті Ондо, 35 у штаті Квара, 19 у штаті Огун, 19 у штаті Огун, 19 у штаті Риверс, 17 у штаті Кано, 16 у штаті Ебоні, 16 у штаті Енугу, 7 у штаті Дельта, 4 у штаті Баєлса, 3 у штаті Баучі, та 1 у штаті Абіа.
23 липня в країні зареєстровано 604 нових випадки хвороби: 203 у штаті Лагос, 87 у штаті Ойо, 79 у штаті Екто, 41 у штаті Едо, 35 у штаті Осун, 24 у штаті Огун, 22 у штаті Риверс, 22 у штаті Кадуна, 20 у штаті Аква-Ібом, 18 у штаті Плато, 9 у штаті Дельта, 9 у штаті Ебоні, 8 у штаті Імо, 5 у штаті Енугу, 5 у штаті Кано, 5 у штаті Кросс-Ривер, 4 у штаті Кацина, 3 у штаті Насарава, 2 у штаті Борно, 2 у штаті Екіті, та 1 у штаті Баучі.
24 липня в країні зареєстровано 591 новий випадок хвороби: 191 у штаті Ойо, 168 у штаті Лагос, 61 у столичній території, 29 у штаті Ондо, 26 у штаті Осун, 24 у штаті Ебоні, 23 у штаті Едо, 14 у штаті Огун, 13 у штаті Риверс, 12 у штаті Аква-Ібом, 10 у штаті Кадуна, 6 у штаті Кацина, 4 у штаті Борно, 3 у штаті Екіті, 3 у штаті Дельта, 3 у штаті Імо, та 1 у штаті Нігер.
25 липня в країні зареєстровано 438 нових випадків хвороби: 123 у штаті Лагос, 50 у штаті Кадуна, 40 у штаті Риверс, 37 у штаті Едо, 25 у штаті Адамава, 20 у штаті Ойо, 16 у штаті Насарава, 15 у штаті Осун, 15 у штаті Енугу, 14 у столичній території, 13 у штаті Екіті, 13 у штаті Ондо, 11 у штаті Ебоні, 10 у штаті Кацина, 9 у штаті Абія, 8 у штаті Дельта, 4 у штаті Квара, 3 в штаті Огун, 3 в штаті Кросс-Ривер, 3 в штаті Кано, 3 в штаті Баучі, 2 в штаті Йобе, 1 у штаті Сокото, та 1 у штаті Нігер.
26 липня в країні зареєстровано 555 нових випадків хвороби: 156 у штаті Лагос, 65 у штаті Кано, 57 у штаті Огун, 54 у штаті Плато, 53 у штаті Ойо, 43 у штаті Бенуе, 30 у столичній території, 18 у штаті Ондо, 16 у штаті Кадуна, 13 у штаті Аква-Ібом, 13 у штаті Гомбе, 12 у штаті Риверс, 9 у штаті Екіті, 8 у штаті Осун, 3 у штаті Кросс-Ривер, 2 у штаті Борно, 2 у штаті Едо, та 1 у штаті Баєлса.
27 липня в країні зареєстровано 648 нових випадків хвороби: 180 у штаті Лагос, 148 у штаті Плато, 44 у столичній території, 42 у штаті Ондо, 48 у штаті Квара, 32 у штаті Риверс, 29 у штаті Ойо, 21 у штаті Кадуна, 20 у штаті Осун, 17 у штаті Едо, 17 у штаті Огун, 11 у штаті Екіті, 9 у штаті Кано, 9 у штаті Бенуе, 9 у штаті Дельта, 9 у штаті Абія, 7 у штаті Нігер, 3 у штаті Гомбе, 1 у штаті Борно, 1 у штаті Баучі, та 1 у штаті Імо.
28 липня в країні зареєстровано 624 нових випадки хвороби: 212 у штаті Лагос, 69 у штаті Ойо, 49 у штаті Нігер, 37 у штаті Кано, 37 у штаті Осун, 35 у столичній території, 34 у штаті Плато, 33 у штаті Гомбе, 28 у штаті Едо, 28 у штаті Енугу, 17 у штаті Ебоні, 10 у штаті Дельта, 9 у штаті Кацина, 8 у штаті Огун, 7 у штаті Риверс, 5 у штаті Ондо, 4 у штаті Кадуна, та 2 у штаті Насарава.
29 липня в країні зареєстровано 404 нових випадки хвороби: 106 у штаті Лагос, 54 у столичній території, 48 у штаті Риверс, 40 у штаті Плато, 29 у штаті Едо, 21 у штаті Енугу, 20 у штаті Ойо, 18 у штаті Кано, 15 у штаті Ондо, 10 у штаті Огун, 9 у штаті Ебоні, 8 у штаті Екіті, 6 у штаті Кадуна, 5 у штаті Кросс-Ривер, 4 у штаті Квара, 3 у штаті Анамбра, 3 у штаті Дельта, 2 в штаті Імо, 2 в штаті Насарава, та 1 у штаті Борно.
30 липня в країні зареєстровано 481 новий випадок хвороби: 96 у столичній території, 89 у штаті Лагос, 68 у штаті Плато, 49 у штаті Огун, 44 у штаті Едо, 43 у штаті Риверс, 25 у штаті Ойо, 23 у штаті Осун, 15 у штаті Дельта, 11 у штаті Енугу, 7 у штаті Кано, 7 у штаті Кадуна, 2 у штаті Баучі, 1 у штаті Баєлса, та 1 у штаті Йобе.
31 липня в країні зареєстровано 462 нових випадки хвороби: 93 у столичній території, 78 у штаті Лагос, 64 у штаті Плато, 54 у штаті Кадуна, 47 у штаті Ойо, 32 у штаті Ондо, 23 у штаті Адамава, 19 у штаті Баучі, 9 у штаті Риверс, 9 у штаті Огун, 9 у штаті Дельта, 7 у штаті Едо, 6 у штаті Кано, 6 у штаті Енугу, 5 у штаті Насарава, та 1 у штаті Осун.

### Серпень
1 серпня в Нігерії зареєстровано 386 нових випадків хвороби: 130 у столичній території, 65 у штаті Лагос, 37 у штаті Ондо, 29 у штаті Осун, 23 у штаті Плато, 15 у штаті Риверс, 14 у штаті Енугу, 12 у штаті Насарава, 11 у штаті Баєлса, 11 у штаті Ебоні, 9 у штаті Екіті, 8 у штаті Ойо, 8 у штаті Едо, 6 у штаті Абія, 3 у штаті Огун, 3 у штаті Кацина, 1 у штаті Імо, та 1 у штаті Адамава.
2 серпня в Нігерії зареєстровано 304 нових випадки хвороби: 81 у штаті Лагос, 39 у столичній території, 31 у штаті Абія, 24 у штаті Кадуна, 23 у штаті Риверс, 16 у штаті Плато, 13 у штаті Кросс-Рівер, 12 у штаті Ебоні, 12 у штаті Ондо, 11 у штаті Екіті, 11 у штаті Едо, 10 у штаті Бенуе, 10 у штаті Насарава, 6 у штаті Огун, та 5 у штаті Гомбе.
3 серпня в країні зареєстровано 288 нових випадків хвороби: 88 у штаті Лагос, 33 у штаті Квара, 27 у штаті Осун, 25 у столичній території, 25 у штаті Енугу, 20 у штаті Абія, 17 у штаті Кадуна, 13 у штаті Плато, 13 у штаті Риверс, 10 у штаті Дельта, 8 у штаті Гомбе, 4 у штаті Огун, 3 у штаті Ойо, 1 у штаті Кацина, та 1 у штаті Баучі.
4 серпня в країні зареєстровано 304 нових випадки хвороби: 90 у столичній території, 59 у штаті Лагос, 39 у штаті Ондо, 18 у штаті Тараба, 17 у штаті Риверс, 15 у штаті Борно, 12 у штаті Адамава, 11 у штаті Ойо, 9 у штаті Дельта, 6 у штаті Едо, 4 у штаті Баучі, 4 у штаті Квара, 4 у штаті Огун, 4 у штаті Осун, 3 у штаті Баєлса, 3 у штаті Плато, 3 у штаті Нігер, 2 у штаті Насарава, та 1 у штаті Кано.
5 серпня в країні зареєстровано 457 нових випадків хвороби: 137 у штаті Лагос, 76 у столичній території, 40 у штаті Плато, 35 у штаті Риверс, 34 у штаті Енугу, 25 у штаті Ойо, 23 у штаті Абія, 12 у штаті Дельта, 11 у штаті Ебоні, 10 у штаті Кросс-Рівер, 10 у штаті Квара, 9 у штаті Кадуна, 7 у штаті Анамбра, 5 у штаті Огун, 3 у штаті Імо, 3 у штаті Баучі, 2 у штаті Осун, 2 у штаті Насарава, 1 у штаті Кано, та 1 у штаті Екіті.
6 серпня в країні зареєстровано 354 нових випадки хвороби: 78 у столичній території, 76 у штаті Лагос, 23 у штаті Кадуна, 19 у штаті Ебоні, 18 у штаті Ойо, 17 у штаті Насарава, 17 у штаті Риверс, 16 у штаті Дельта, 15 у штаті Квара, 13 у штаті Аква-Ібом, 12 у штаті Едо, 12 у штаті Огун, 11 у штаті Плато, 9 у штаті Кано, 6 у штаті Баучі, 6 у штаті Борно, та 6 у штаті Екіті.
7 серпня в країні зареєстровано 443 нових випадки хвороби: 103 у штаті Плато, 70 у штаті Лагос, 60 у столичній території, 35 у штаті Ондо, 27 у штаті Едо, 27 у штаті Риверс, 20 у штаті Кадуна, 19 у штаті Осун, 18 у штаті Борно, 18 у штаті Ойо, 11 у штаті Квара, 9 у штаті Адамава, 7 у штаті Насарава, 6 у штаті Гомбе, 4 у штаті Баєлса, 4 у штаті Імо, 2 у штаті Баучі, 2 у штаті Огун, і 1 у штаті Кано.
8 серпня в Нігерії зареєстровано 453 нових випадки хвороби: 75 у столичній території, 71 у штаті Лагос, 53 у штаті Бенуе, 39 у штаті Дельта, 30 у штаті Борно, 25 у штаті Енугу, 24 у штаті Плато, 20 у штаті Осун, 19 у штаті Абія, 17 у штаті Ойо, 16 у штаті Кадуна, 13 у штаті Кано, 13 у штаті Ебоні, 9 у штаті Огун, 7 у штаті Квара, 6 у штаті Ондо, 3 у штаті Гомбе, 2 у штаті Екіті, 1 у штаті Аква-Ібом, та 1 у штаті Риверс.
9 серпня в країні зареєстровано 437 нових випадків хвороби: 107 у штаті Лагос, 91 у столичній території, 81 у штаті Плато, 32 у штаті Кадуна, 30 у штаті Огун, 24 у штаті Квара, 19 у штаті Ебоні, 17 у штаті Екіті, 8 у штаті Ойо, 6 у штаті Борно, 6 у штаті Едо, 4 у штаті Кано, 3 у штаті Насарава, 3 у штаті Осун, 3 у штаті Тараба, 2 у штаті Гомбе, та 1 у штаті Баучі.
10 серпня в країні зареєстровано 290 нових випадків хвороби: 82 у штаті Лагос, 82 у штаті Плато, 19 у штаті Ойо, 18 у столичній території, 16 у штаті Едо, 15 у штаті Кадуна, 9 у штаті Енугу, 9 у штаті Огун, 8 у штаті Кано, 8 у штаті Квара, 5 у штаті Кросс-Рівер, 5 у штаті Ондо, 5 у штаті Риверс, 4 у штаті Екіті, 3 у штаті Імо, та 2 у штаті Борно.
11 серпня в країні зареєстровано 423 нових випадки хвороби: 117 у штаті Лагос, 40 у федеральній території, 35 у штаті Ондо, 28 у штаті Риверс, 24 у штаті Осун, 21 у штаті Бенуе, 19 у штаті Абіа, 19 у штаті Огун, 18 у штаті Ебоні, 17 у штаті Дельта, 17 у штаті Квара, 15 у штаті Кадуна, 14 у штаті Анамбра, 11 у штаті Екіті, 9 у штаті Кано, 6 у штаті Імо, 4 у штаті Гомбе, 3 у штаті Ойо, 3 в штаті Тараба, 1 у штаті Баучі, та 1 у штаті Насарава.
12 серпня в країні зареєстровано 453 нових випадки хвороби: 113 у штаті Лагос, 72 у столичній території, 59 у штаті Плато, 55 у штаті Енугу, 38 у штаті Кадуна, 32 у штаті Ондо, 26 у штаті Осун, 20 у штаті Ебоні, 9 у штаті Огун, 8 у штаті Дельта, 7 у штаті Борно, 6 у штаті Аква-Ібом, 5 у штаті Ойо, 1 у штаті Баучі, 1 у штаті Кано, та 1 у штаті Екіті.
13 серпня в країні зареєстровано 373 нових випадки хвороби: 69 у штаті Лагос, 41 у штаті Осун, 40 у штаті Ойо, 35 у столичній території, 22 у штаті Плато, 19 у штаті Риверс, 17 у штаті Кано, 17 у штаті Ондо, 15 у штаті Огун, 14 у штаті Абія, 12 у штаті Гомбе, 9 у штаті Імо, 7 у штаті Енугу, 6 у штаті Квара, 5 у штаті Дельта, 2 у штаті Нігер, 1 у штаті Борно, 1 у штаті Баучі, та 1 у штаті Насарава.
14 серпня в країні зареєстровано 329 нових випадків хвороби: 113 у штаті Лагос, 49 у штаті Кадуна, 33 у столичній території, 24 у штаті Плато, 16 у штаті Кано, 15 у штаті Едо, 14 у штаті Огун, 13 у штаті Дельта, 10 у штаті Осун, 8 у штаті Ойо, 6 у штаті Екіті, 6 у штаті Баєлса, 5 у штаті Аква-Ібом, 4 у штаті Борно, 4 у штаті Енугу, 3 у штаті Ебоні, 2 у штаті Риверс, 1 у штаті Баучі, 1 у штаті Насарава, 1 у штаті Гомбе, та 1 у штаті Нігер.
15 серпня в країні зареєстровано 325 нових випадків хвороби: 87 у штаті Лагос, 49 у столичній території, 28 у штаті Гомбе, 20 у штаті Ебоні, 19 у штаті Плато, 18 у штаті Квара, 17 у штаті Енугу, 12 у штаті Імо, 12 у штаті Риверс, 11 у штаті Кадуна, 10 у штаті Огун, 9 у штаті Едо, 9 у штаті Ойо, 8 у штаті Ондо, 8 у штаті Осун, 4 у штаті Екіті, 1 у штаті Борно, 1 у штаті Кано, 1 у штаті Баучі, та 1 у штаті Насарава.
16 серпня в країні зареєстровано 298 нових випадків хвороби: 108 у штаті Плато, 49 у штаті Кадуна, 47 у штаті Лагос, 18 у штаті Огун, 17 у штаті Осун, 15 у столичній території, 14 у штаті Ондо, 8 у штаті Едо, 6 у штаті Ойо, 4 у штаті Аква-Ібом, 4 у штаті Кросс-Рівер, 3 у штаті Борно, 2 у штаті Екіті, 1 у штаті Баучі, 1 у штаті Кано, та 1 у штаті Риверс.
17 серпня в країні зареєстровано 417 нових випадків хвороби: 207 у штаті Лагос, 44 у штаті Кадуна, 38 у штаті Ондо, 28 у штаті Абія, 21 у штаті Анамбра, 20 у штаті Плато, 13 у штаті Баучі, 9 у штаті Ойо, 9 у штаті Ебоні, 7 у штаті Дельта, 7 у штаті Едо, 6 у штаті Енугу, 3 у штаті Нігер, 2 у штаті Гомбе, 1 у штаті Огун, 1 у столичній території, та 1 у штаті Кано.
18 серпня в країні зареєстровано 410 нових випадків хвороби: 210 у штаті Лагос, 45 у столичній території, 30 у штаті Ондо, 21 у штаті Плато, 19 у штаті Едо, 16 у штаті Огун, 13 у штаті Ойо, 12 у штаті Насарава, 11 у штаті Баучі, 10 у штаті Енугу, 7 у штаті Квара, 6 у штаті Кадуна, 4 у штаті Анамбра, 3 у штаті Ебоні, 2 у штаті Абія, та 1 у штаті Риверс.
19 серпня в країні зареєстровано 593 нових випадки хвороби: 186 у штаті Плато, 172 у штаті Лагос, 62 у столичній території, 27 у штаті Ойо, 25 у штаті Дельта, 20 у штаті Риверс, 19 у штаті Ондо, 18 у штаті Едо, 17 у штаті Кадуна, 12 у штаті Енугу, 10 у штаті Аква-Ібом, 7 у штаті Огун, 6 у штаті Абія, 6 у штаті Гомбе, 3 у штаті Кано, та 3 у штаті Осун.
20 серпня в країні зареєстровано 476 нових випадків хвороби: 235 у штаті Лагос, 44 у столичній території, 41 у штаті Кадуна, 33 у штаті Борно, 28 у штаті Плато, 13 у штаті Абія, 13 у штаті Едо, 12 у штаті Ривер, 11 у штаті Імо, 10 у штаті Ойо, 9 у штаті Кано, 7 у штаті Квара, 5 у штаті Енугу, 5 у штаті Кацина, 4 у штаті Гомбе, 4 у штаті Огун, 1 у штаті Насарава, та 1 у штаті Замфара.
21 серпня в країні зареєстровано 340 нових випадків хвороби: 63 у штаті Кадуна, 51 у столичній території, 38 у штаті Плато, 33 у штаті Лагос, 25 у штаті Дельта, 21 у штаті Гомбе, 21 у штаті Адамава, 20 у штаті Едо, 17 у штаті Кацина, 11 у штаті Аква-Ібом, 10 у штаті Екіті, 9 у штаті Риверс, 5 у штаті Ондо, 4 у штаті Ебоні, три у штаті Кросс-Ривер, 3 у штаті Огун, 2 у штаті Сокото, 2 в штаті Імо, та 2 в штаті Насарава.
22 серпня в країні зареєстровано 601 новий випадок хвороби: 404 в штаті Лагос, 37 у столичній території, 19 у штаті Ойо, 14 у штаті Ондо, 13 у штаті Абія, 13 у штаті Енугу, 13 у штаті Кадуна, 12 у штаті Едо, 12 у штаті Кано, 11 у штаті Квара, 10 у штаті Ебоні, 7 у штаті Насарава, 6 у штаті Огун, 5 у штаті Осун, 5 у штаті Дельта, 5 у штаті Нігер, 4 у штаті Плато, 4 в штаті Баєлса, 3 в штаті Кацина, 2 в штаті Екіті, та 2 в штаті Імо.
23 серпня в країні зареєстровано 321 новий випадок хвороби: 130 у штаті Лагос, 36 у штаті Баучі, 25 у столичній території, 17 у штаті Едо, 14 у штаті Баєлса, 14 у штаті Огун, 14 у штаті Ойо, 13 у штаті Анамбра, 12 у штаті Кадуна, 11 у штаті Ондо, 10 у штаті Абія, 6 у штаті Осун, 5 у штаті Плато, 5 у штаті Квара, 4 у штаті Кано, 3 у штаті Ебоні, 2 у штаті Сокото, та 1 у штаті Борно.
24 серпня в країні зареєстровано 321 новий випадок хвороби: 98 у штаті Лагос, 34 у столичній території, 30 у штаті Кадуна, 25 у штаті Насарава, 21 у штаті Бенуе, 17 у штаті Плато, 15 у штаті Риверс, 11 у штаті Адамава, 11 у штаті Огун, 9 у штаті Енугу, 8 у штаті Едо, 7 у штаті Дельта, 7 у штаті Екіті, 5 у штаті Гомбе, 4 у штаті Ебоні, 3 у штаті Баєлса, 3 у штаті Кано, 3 у штаті Ондо, 2 в штаті Кросс-Ривер, 2 в штаті Імо, 2 в штаті Кеббі, 2 в штаті Нігер, 1 у штаті Абія, та 1 у штаті Баучі.
25 серпня в країні зареєстровано 252 нових випадки хвороби: 50 у штаті Плато, 35 у штаті Енугу, 27 у штаті Риверс, 26 у штаті Лагос, 18 у столичній території, 18 у штаті Кадуна, 10 у штаті Екіті, 10 у штаті Кано, 9 у штаті Тараба, 8 у штаті Анамбра, 8 у штаті Едо, 7 у штаті Дельта, 6 у штаті Огун, 5 у штаті Абіа, 5 у штаті Баєлса, 1 у штаті Ебоні, та 1 у штаті Осун.
26 серпня в країні зареєстровано 221 новий випадок хвороби: 60 у штаті Плато, 33 у столичній території, 26 у штаті Кадуна, 18 у штаті Риверс, 17 у штаті Лагос, 9 у штаті Енугу, 9 у штаті Квара, 9 у штаті Ондо, 6 у штаті Насарава, 5 у штаті Гомбе, 5 у штаті Анамбра, 4 у штаті Дельта, 4 у штаті Абіа, 3 у штаті Імо, 2 у штаті Едо, 2 у штаті Огун, 2 у штаті Ойо, 2 у штаті Осун, 1 у штаті Баучі, та один1 у штаті Кано.
27 серпня в країні зареєстровано 296 нових випадків хвороби: 85 у штаті Плато, 46 у штаті Енугу, 31 у штаті Ойо, 21 у штаті Лагос, 20 у штаті Риверс, 15 у столичній території, 13 у штаті Кадуна, 12 у штаті Баучі, 11 у штаті Дельта, 11 у штаті Екіті, 7 у штаті Аква-Ібом, 6 у штаті Ебоні, 5 у штаті Квара, 4 у штаті Огун, 4 у штаті Осун, 3 у штаті Гомбе, та 2 у штаті Нігер.
28 серпня в країні зареєстровано 160 нових справ: 44 в штаті Плато, 27 у штаті Лагос, 18 у штаті Кацина, 15 у штаті Едо, 14 у столичній території, 10 у штаті Ондо, 9 у штаті Ойо, 6 в штаті Квара, 4 в штаті Абіа, 4 в штаті Насарава, 3 в штаті Кано, 2 в штаті Екіті, 2 в штаті Кадуна, 1 у штаті Кеббі, та 1 у штаті Огун.
29 серпня в країні зареєстровано 250т нових випадків хвороби: 69 у штаті Плато, 41 у столичній території, 21 у штаті Лагос, 14 у штаті Дельта, 14 у штаті Кадуна, 13 у штаті Баєлса, 13 у штаті Енугу, 11 у штаті Екіті, 9 у штаті Баучі, 8 у штаті Огун, 7 у штаті Едо, 7 у штаті Ойо, 6 у штаті Риверс, 4 у штаті Адамава, 4 у штаті Осун, 3 у штаті Насарава, 2 у штаті Ебоні, 2 у штаті Квара, 1 у штаті Гомбе, та 1 у штаті Імо.
30 серпня в країні зареєстровано 138 нових випадків хвороби: 55 у штаті Плато, 15 у штаті Лагос, 11 у штаті Ебоні, 11 у штаті Ойо, 8 у штаті Абія, 7 у штаті Анамбра, 7 у столичній території, 7 у штаті Риверс, 6 у штаті Кадуна, 5 у штаті Ондо, 3 у штаті Квара, 1 у штаті Баучі, 1 у штаті Бенуе, та 1 у штаті Едо.
31 серпня в країні зареєстровано 143 нових випадки хвороби: 35 у штаті Плато, 21 у штаті Кадуна, 19 у штаті Лагос, 13 у столичній території, 9 у штаті Ебоні, 7 у штаті Адамава, 7 у штаті Енугу, 7 у штаті Кацина, 6 у штаті Едо, 5 у штаті Квара, 3 у штаті Осун, 2 у штаті Анамбра, 2 у штаті Кано, 2 у штаті Нігер, 2 у штаті Огун, 1 у штаті Бенуе, 1 у штаті Борно, та 1 у штаті Сокото.

### Вересень
1 вересня в країні зареєстровано 239 нових випадків хвороби: 116 у штаті Плато, 33 у столичній території, 19 у штаті Лагос, 12 у штаті Екіті, 11 у штаті Кадуна, 11 у штаті Огун, 8 у штаті Ебоні, 7 у штаті Бенуе, 5 у штаті Абіа, 5 у штаті Дельта, 4 у штаті Ондо, 3 у штаті Едо, 2 у штаті Імо, 2 у штаті Осун, та 1 у штаті Баучі.
2 вересня в Нігерії зареєстровано 216 нових випадків хвороби: 59 у штаті Плато, 27 у штаті Риверс, 22 у штаті Абія, 20 у штаті Лагос, 18 у штаті Ойо, 17 у штаті Енугу, 11 у штаті Кадуна, 11 у столичній території, 10 у штаті Огун, 4 у штаті Ебоні, 4 у штаті Осун, 4 у штаті Екіті, 3 у штаті Дельта, 3 у штаті Едо, 2 у штаті Аква-Ібом, та 1 у штаті Баучі.
3 вересня в Нігерії зареєстровано 125 нових випадків хвороби: 42 у штаті Лагос, 25 у столичній території, 14 у штаті Кацина, 11 у штаті Кадуна, 8 у штаті Квара, 7 у штаті Ондо, 4 у штаті Дельта, 3 у штаті Анамбра, 3 в штаті Ойо, 2 в штаті Едо, 2 в штаті Огун, 2 в штаті Осун, та 1 у штаті Кросс-Рівер.
5 вересня в країні зареєстровано 162 нових випадки хвороби: 53 у штаті Лагос, 21 у штаті Гомбе, 19 у штаті Ойо, 12 у штаті Дельта, 11 у штаті Ондо, 10 у штаті Плато, 9 у штаті Ебоні, 6 у столичній території, 6 у штаті Квара, 5 у штаті Кадуна, 3 у штаті Риверс, 2 у штаті Огун, 2 у штаті Анамбра, 2 у штаті Імо та 1 у штаті Екіті.
6 вересня в країні зареєстровано 100 нових випадків хвороби: 39 у штаті Лагос, 22 у столичній території, 19 у штаті Кадуна, 7 у штаті Ойо, 6 у штаті Ебоні, 3 у штаті Едо, 1 у штаті Кацина, 1 у штаті Екіті, 1 у штаті Баучі, та 1 у штаті Насарава.
7 вересня в країні зареєстровано 155 нових випадків хвороби: 42 у штаті Лагос, 25 у штаті Плато, 16 у штаті Риверс, 10 у штаті Ебоні, 9 у штаті Абія, 9 у штаті Огун, 9 у столичній території, 7 у штаті Осун, 6 у штаті Кацина, 6 у штаті Кадуна, 4 у штаті Екіті, 4 у штаті Тараба, 3 у штаті Едо, 2 у штаті Анамбра, 2 у штаті Аква-Ібом, та 1 у штаті Кано.
8 вересня в країні зареєстровано 296 нових випадків хвороби: 183 у штаті Плато, 33 у штаті Лагос, 25 у столичній території, 16 у штаті Огун, 7 у штаті Ойо, 6 у штаті Екіті, 5 у штаті Квара, 5 у штаті Ондо, 3 у штаті Анамбра, 3 у штаті Імо, 3 у штаті Насарава, 2 у штаті Риверс, 2 у штаті Гомбе, 2 у штаті Едо, та 1 у штаті Аква-Ібом.
9 вересня в країні зареєстровано 176 нових випадків хвороби: 40 у столичній території, 34 у штаті Лагос, 26 у штаті Плато, 14 у штаті Енугу, 12 у штаті Дельта, 12 у штаті Огун, 9 у штаті Ондо, 8 у штаті Ойо, 6 у штаті Екіті, 4 у штаті Ебоні, 2 у штаті Адамава, 2 у штаті Насарава, 2 у штаті Квара, 2 у штаті Риверс, один у штаті Едо, 1 у штаті Осун, та 1 у штаті Баучі.
10 вересня в Нігерії зареєстровано 197 нових випадків хвороби: 83 у штаті Плато, 48 у штаті Лагос, 17 у штаті Кадуна, 16 у столичній території, 11 у штаті Огун, 7 у штаті Кацина, 4 у штаті Імо, 3 у штаті Едо, 3 у штаті Насарава, 2 у штаті Риверс, 1 у штаті Баєлса, 1 у штаті Ойо, та 1 у штаті Осун.
11 вересня в Нігерії зареєстровано 188 нових випадків хвороби: 47 у штаті Лагос, 25 у штаті Енугу, 21 у штаті Плато, 14 у столичній території, 11 у штаті Абія, 10 у штаті Дельта, 8 у штаті Баучі, 8 у штаті Ондо, 8 у штаті Кадуна, 6 у штаті Огун, 5 у штаті Імо, 4 у штаті Бенуе, 4 у штаті Кацина, 4 у штаті Тараба, 3 у штаті Едо, 3 у штаті Квара, 3 у штаті Ойо, 2 у штаті Риверс, та 2 в штаті Йобе.
12 вересня в країні зареєстровано 160 нових випадків хвороби: 39 у столичній території, 39 у штаті Плато, 30 у штаті Лагос, 23 у штаті Кадуна, 7 у штаті Кацина, 6 у штаті Риверс, 6 у штаті Ойо, 3 у штаті Йобе, 3 у штаті Бенуе, 1 у штаті Баєлса, 1 у штаті Абія, 1 у штаті Едо, та 1 у штаті Екіті.
13 вересня у країні зареєстровано 79 нових випадків хвороби: 30 у штаті Лагос, 17 у штаті Кадуна, 7 у штаті Огун, 5 у штаті Анамбра, 4 у штаті Кано, 3 у штаті Кацина, 3 у столичній території, 3 у штаті Аква-Ібом, 2 у штаті Ойо, 2 у штаті Риверс, 1 у штаті Дельта, 1 у штаті Плато, та 1 у штаті Ондо.
14 вересня у країні зареєстровано 132 нових випадки хвороби: 52 у штаті Лагос, 27 у штаті Гомбе, 17 у штаті Плато, 10 у штаті Квара, 9 у штаті Енугу, 9 у штаті Огун, 3 у штаті Кацина, 2 у штаті Екіті, 1 у штаті Баучі, 1 у штаті Осун та 1 у штаті Риверс.
15 вересня в країні зареєстровано 90 нових випадків хвороби: 33 у штаті Лагос, 27 у штаті Плато, 17 у штаті Кадуна, 6 у штаті Огун, 4 у столичній території, 1 у штаті Анамбра, 1 у штаті Екіті, та 1 у штаті Насарава.
16 вересня в країні зареєстровано 126 нових випадків хвороби: 37 у столичній території, 27 у штаті Лагос, 16 у штаті Плато, 9 у штаті Кадуна, 7 у штаті Абіа, 6 у штаті Гомбе, 6 у штаті Ондо, 5 у штаті Імо, 2 у штаті Дельта, 2 у штаті Екіті, 2 у штаті Квара, 2 у штаті Ойо, 1 у штаті Баучі, 1 у штаті Кано, 1 у штаті Кацина, 1 у штаті Огун, та 1 у штаті Йобе.
17 вересня в країні зареєстровано 131 новий випадок хвороби: 45 у штаті Лагос, 17 у штаті Кадуна, 17 у штаті Плато, 16 у столичній території, 6 у штаті Дельта, 6 у штаті Нігер, 5 у штаті Квара, 3 у штаті Ойо, 2 у штаті Аква-Ібом, 2 у штаті Кросс-Рівер, 2 у штаті Екіті, 2 у штаті Енугу, 2 у штаті Осун, 2 у штаті Сокото, 1 у штаті Баучі, 1 у штаті Ебоні, 1 у штаті Кацина та 1 у штаті Риверс.
18 вересня в Нігерії зареєстровано 221 новий випадок хвороби: 59 у штаті Лагос, 46 у штаті Абія, 22 у столичній території, 20 у штаті Гомбе, 17 у штаті Плато, 11 у штаті Ріверс, 7 у штаті Баучі, 6 у штаті Бенуе, 6 у штаті Екіті, 6 у штаті Імо, 4 у штаті Кадуна, 4 у штаті Квара, 4 у штаті Ондо, 3 у штаті Огун, 3 у штаті Осун, 1 у штаті Баєлса, 1 у штаті Едо та 1 у штаті Кано.
19 вересня в країні зареєстровано 189 нових випадків хвороби: 70 у штаті Лагос, 37 у штаті Плато, 24 у столичній території, 19 у штаті Кадуна, 12 у штаті Риіверс, 5 у штаті Ойо, 4 у штаті Огун, 3 у штаті Ебоні, 3 у штаті Катсіна, 3 у штаті Ондо, 3 у штаті Осун, 2 у штаті Імо, 2 у штаті Йобе, 1 у штаті Екіті, та 1 у штаті Насарава.
20 вересня в країні зареєстровано 97 нових випадків хвороби: 46 у штаті Лагос, 12 у штаті Квара, 11 у штаті Риверс, 4 у штаті Адамава, 4 у штаті Нігер, 4 у штаті Огун, 4 у штаті Осун, 3 у штаті Екіті, 3 у штаті Імо, 3 у штаті Кадуна, 2 у штаті Плато, та 1 у столичній території.
21 вересня в країні зареєстровано 195 нових випадків хвороби: 51 у штаті Енугу, 40 у штаті Гомбе, 39 у штаті Лагос, 23 у штаті Плато, 15 у столичній території, 12 у штаті Риверс, 8 у штаті Кадуна, 3 у штаті Ондо, 2 у штаті Баучі, 1 у штаті Едо та 1 у штаті Огун.
22 вересня в країні зареєстровано 176 нових випадків хвороби: 73 у штаті Лагос, 50 у штаті Плато, 17 у столичній території, 8 у штаті Риверс, 6 у штаті Ондо, 5 у штаті Нігер, 5 у штаті Огун, 3 у штаті Едо, 3 у штаті Кадуна, 2 у штаті Ойо, 1 у штаті Баучі, 1 у штаті Баєлса, 1 у штаті Дельта та 1 у штаті Насарава.
23 вересня в країні зареєстровано 111 нових випадків хвороби: 31 у штаті Лагос, 18 у штаті Гомбе, 18 у штаті Кадуна, 15 у столичній території, 14 у штаті Риверс, 3 у штаті Імо, 3 у штаті Імо, 3 у штаті Квара, 3 у штаті Ойо, 2 у штаті Баєлєса, 2 у штаті Огун, 1 у штаті Едо та 1 у штаті Осун.
24 вересня в країні зареєстровано 125 нових випадків хвороби: 37 у штаті Лагос, 18 у штаті Плато, 17 у столичній території, 15 у штаті Огун, 10 у штаті Риверс, 7 у штаті Бенуе, 7 у штаті Кадуна, 5 у штаті Анамбра, 3 у штаті Ойо, 2 у штаті Кросс-Рівер, 2 у штаті Ондо, 1 у штаті Едо та 1 у штаті Імо.
25 вересня в країні зареєстровано 213 нових випадків хвороби: 51 у штаті Лагос, 51 у штаті Плато, 29 у столичній території, 18 у штаті Риверс, 12 у штаті Ондо, 9 у штаті Ойо, 8 у штаті Осун, 7 у штаті Гомбе, 7 у штаті Огун, 5 у штаті Кадуна, 5 у штаті Енугу, 3 у штаті Едо, 3 у штаті Джигава, 3 у штаті Кано, 1 у штаті Бенуе, 1 у штаті Дельта та 1 у штаті Сокото.
26 вересня в країні зареєстровано 136 нових випадків хвороби: 41 у штаті Лагос, 27 у штаті Огун, 19 у штаті Риверс, 10 у штаті Абія, 6 у штаті Ойо, 6 у штаті Плато, 5 у штаті Баучі, 5 у штаті Ондо 4 у штаті Екіті, 4 у штаті Кадуна, 3 у штаті Едо, 2 у штаті Ебоні, 1 у штаті Байєльса, 1 у штаті Дельта, 1 у штаті Осун та 1 у штаті Йобе.
27 вересня в країні зареєстровано 126 нових випадків: 30 у столичній території, 24 у штаті Лагос, 23 у штаті Риверс, 13 у штаті Огун, 9 у штаті Кацина, 9 у штаті Плато, 6 у штаті Ондо, 4 у штаті Кадуна, 4 у штаті Квара, 2 у штаті Імо, 1 у штаті Баучі та 1 у штаті Едо.
28 вересня в країні зареєстровано 136 нових випадків хвороби: 71 у штаті Лагос, 23 у штаті Риверс, 12 у штаті Плато, 6 у штаті Адамава, 6 у штаті Ойо, 5 у штаті Кадуна, 3 у штаті Абія, 3 у столичній території, 2 у штаті Кацина, 2 у штаті Квара, 1 у штаті Баучі, 1 у штаті Борно та 1 у штаті Едо.
29 вересня в країні зареєстровано 187 нових випадків хвороби: 74 у штаті Лагос, 25 у штаті Плато, 25 у штаті Риверс, 19 у штаті Гомбе, 19 у столичній території, 10 у штаті Осун, 5 у штаті Кадуна, 3 у штаті Борно, 2 у штаті Огун, 2 у штаті Кацина, 1 у штаті Насарава, 1 у штаті Баєлса та 1 у штаті Едо.
30 вересня в країні зареєстровано 201 новий випадок хвороби: 77 у штаті Лагос, 37 у штаті Риверс, 25 у штаті Плато, 13 у столичній території, 12 у штаті Кадуна, 12 у штаті Огун, 8 у штаті Адамава, 7 у штаті Тараба, 4 у штаті Імо, 2 у штаті Квара, 2 у штаті Осун, 1 у штаті Абія та 1 у штаті Ойо.

### Жовтень
1 жовтня в країні зареєстровано 153 нових випадки хвороби: 81 у штаті Лагос, 21 у штаті Риверс, 11 у столичній території, 8 у штаті Огун, 7 у штаті Кадуна, 6 у штаті Ойо, 5 у штаті Аква-Ібом, 3 у штаті Осун, 3 у штаті Кацина, 2 у штаті Едо, 2 у штаті Ебоні, 2 у штаті Насарава, 1 у штаті Плато, та 1 у штаті Кано.
2 жовтня в країні зареєстровано 126 нових випадків хвороби: 62 у штаті Лагос, 22 у штаті Риверс, 9 у штаті Огун, 7 у штаті Плато, 7 у столичній території, 5 у штаті Осун, 5 у штаті Квара, 3 у штаті Тараба, 2 у штаті Баєлса, 2 у штаті Абія, 1 у штаті Замфара, та 1 у штаті Імо.
3 жовтня в країні зареєстровано 160 нових випадків хвороби: 42 у штаті Риверс, 32 у штаті Лагос, 21 у штаті Плато, 18 у столичній території, 14 у штаті Кадуна, 11 у штаті Огун, 10 у штаті Кацина, 3 у штаті Квара, 3 у штаті Ондо, 3 у штаті Імо, 1 у штаті Анамбра, 1 у штаті Абія, та 1 у штаті Ойо.
4 жовтня в Нігерії зареєстровано 58 нових випадків хвороби: 18 у штаті Плато, 15 у штаті Лагос, 10 у штаті Кацина, 5 у штаті Огун, 4 у штаті Кадуна, 3 у штаті Едо, 1 у штаті Екіті, 1 у столичній території, та 1 в штаті Ондо.
5 жовтня в Нігерії зареєстровано 120 нових випадків хвороби: 65 у штаті Риверс, 12 у столичній території, 9 у штаті Огун, 8 у штаті Кацина, 7 у штаті Анамбра, 5 у штаті Баучі, 5 у штаті Ойо, 3 у штаті Насарава, 2 у штаті Кадуна, 1 у штаті Квара, 1 у штаті Тараба, 1 у штаті Імо, та 1 у штаті Дельта.
6 жовтня в країні зареєстровано 118 нових випадків хвороби: 41 у штаті Лагос, 19 у штаті Риверс, 17 у штаті Осун, 13 у штаті Насарава, 5 у штаті Кадуна, 5 у штаті Анамбра, 3 у штаті Едо, 3 у штаті Огун, 3 у штаті Квара, 3 у штаті Ондо, 2 у штаті Кацина, 2 у штаті Нігер, 1 у штаті Плато та 1 у штаті Аква-Ібом.
7 жовтня в країні зареєстровано 155 нових випадків хвороби: 84 у штаті Лагос, 31 у штаті Риверс, 12 у штаті Кадуна, 10 у штаті Осун, 7 у столичній території, 6 у штаті Ойо, 3 у штаті Огун та 2 у штаті Квара.
8 жовтня в країні зареєстровано 103 нові випадки хвороби: 39 у штаті Лагос, 21 у штаті Риверс, 19 у столичній території, 6 у штаті Ойо, 4 у штаті Кадуна, 3 у штаті Баучі, 3 у штаті Огун, 2 у штаті Імо, 2 у штаті Кано, 1 у штаті Бенуе, 1 у штаті Едо, 1 у штаті Насарава, та 1 у штаті Плато.
9 жовтня в країні зареєстровано 151 новий випадок хвороби: 71 у штаті Лагос, 26 у штаті Огун, 17 у штаті Кадуна, 10 у штаті Осун, 8 у штаті Ойо, 6 у столичній території, 6 у штаті Риверс, 5 у штаті Плато, 1 у штаті Аква-Ібом і 1 у штаті Екіті.
10 жовтня в країні зареєстровано 111 нових випадків хвороби: 32 у штаті Плато, 23 у штаті Лагос, 15 у столичній території, 11 у штаті Осун, 9 у штаті Огун, 6 у штаті Ойо, 4 у штаті Імо, 3 у штаті Баучі, 3 у штаті Кадуна, 3 у штаті Йобе, та 2 у штаті Риверс.
11 жовтня в Нігерії зареєстровано 163 нових випадки хвороби: 113 у штаті Лагос, 21 у штаті Кадуна, 8 у штаті Осун, 5 у штаті Ондо, 5 у штаті Ойо, 3 у штаті Огун, 2 у штаті Баєлса, 2 у штаті Тараба, 1 у штаті Едо, 1 у столичній території, 1 у штаті Кацина, та 1 у штаті Плато.
12 жовтня в країні зареєстровано 164 нових випадки хвороби: 64 у штаті Лагос, 26 у столичній території, 20 у штаті Енугу, 11 у штаті Кадуна, 11 у штаті Ойо, 8 у штаті Плато, 7 у штаті Ондо, 4 у штаті Анамбра, 3 у штаті Насарава, 3 у штаті Осун, 2 у штаті Ебоні, 2 у штаті Імо, 1 у штаті Бенуе, 1 у штаті Кацина, та 1 у штаті Огун.
13 жовтня в країні зареєстровано 225 нових випадків хвороби: 165 у штаті Лагос, 17 у столичній території, 13 у штаті Риверс, 12 у штаті Огун, 8 у штаті Нігер, 4 у штаті Дельта, 2 у штаті Ондо, 1 у штаті Анамбра, 1 у штаті Едо, 1 у штаті Екіті, та 1 у штаті Кадуна.
14 жовтня в країні зареєстровано 179 нових випадків хвороби: 116 у штаті Лагос, 20 у штаті Анамбра, 9 у столичній території, 9 у штаті Ойо, 9 у штаті Риверс, 3 у штаті Дельта, 3 у штаті Насарава, 2 у штаті Едо, 2 у штаті Кадуна, 2 у штаті Огун, 2 у штаті Плато, 1 у штаті Екіті, та 1 у штаті Осун.
15 жовтня в Нігерії зареєстровано 148 нових випадків хвороби: 66 у штаті Лагос, 25 у столичній території, 13 у штаті Ойо, 11 у штаті Плато, 6 у штаті Риверс, 5 у штаті Ебоні, 4 у штаті Екіті, 4 у штаті Огун, 2 у штаті Імо, 2 у штаті Ондо, 1 у штаті Едо, 1 у штаті Насарава, та 1 у штаті Тараба.
16 жовтня в країні зареєстровано 212 нових випадків хвороби: 85 у штаті Лагос, 72 у штаті Ойо, 21 у столичній території, 11ї у штаті Огун, 11ї у штаті Плато, 6ї у штаті Кацина, 5 у штаті Кадуна, та 1 у штаті Осун.
17 жовтня в країні зареєстровано 113 нових випадків хвороби: 37 у штаті Лагос, 16 у штаті Кадуна, 11 у штаті Огун, 11 у штаті Плато, 8 у штаті Тараба, 7 у штаті Риверс, 6 у столичній території, 4 у штаті Енугу, 4 у штаті Нігер, 3 у штаті Едо, 2 у штаті Дельта, 2 у штаті Імо, 1 у штаті Бенуе та 1 у штаті Кано.
18 жовтня в країні зареєстровано 133 нових випадки хвороби: 90 у штаті Лагос, 13 у штаті Риверс, 8 у столичній території, 8 у штаті Кадуна, 6 у штаті Ойо, 3 у штаті Ондо, 2 у штаті Кацина, 2 у штаті Насарава та 1 у штаті Плато.
19 жовтня в країні зареєстровано 118 нових випадків хвороби: 51 у штаті Лагос, 26 у штаті Риверс, 12 у штаті Імо, 8 у штаті Осун, 6 у штаті Плато, 5 у штаті Кадуна, 4 у штаті Кадуна, 3 у штаті Огун, 2 у штаті Едо, та 1 у штаті Нігер.
У жовтні було зареєстровано 3852 нові випадки хвороби, унаслідок чого загальна кількість випадків з початку спалаху зросла до 62853. Кількість померлих зросла на 32 до 1144 осіб. На кінець місяця було зареєстровано 3034 активні випадки хвороби.

### Листопад
У листопаді в країні зареєстровано 4704 випадків хвороби, загальна кількість випадків зросла до 67557. Кількість померлих зросла до 1173. На кінець місяця в країні зареєстровано 3102 активні випадки хвороби.
- 1 листопада – зареєстровано 111 випадків хвороби і 2 смерті, що довело загальну кількість підтверджених випадків і смертей до 62964 і 1146 відповідно.[254]
- 2 листопада – зареєстровано 72 випадки хвороби та 1 смерть, що довело загальну кількість підтверджених випадків та смертей до 63036 та 1147 відповідно.[255]
- 3 листопада – зареєстровано 137 випадків хвороби і 4 смерті, що довело загальну кількість підтверджених випадків і смертей до 63173 і 1151 відповідно.[256]
- 4 листопада – зареєстровано 155 випадків хвороби і 4 смерті, що довело загальну кількість підтверджених випадків і смертей до 63328 і 1155 відповідно.[257]
- 5 листопада – зареєстровано 180 випадків хвороби і жодної смерті, що довело загальну кількість підтверджених випадків до 63508.[258]
- 6 листопада – 223 випадки хвороби та жодної смерті, що довело загальну кількість підтверджених випадків до 63731.[259]
- 7 листопада – зареєстровано 59 випадків хвороби і 1 смерть, що довело загальну кількість підтверджених випадків і смертей до 63790 і 1154 відповідно.[260]
- 8 листопада – зареєстровано 300 випадків хвороби і жодної смерті, що довело загальну кількість підтверджених випадків до 64090.[261]
- 9 листопада – зареєстровано 94 випадки та 4 смерті, що довело загальну кількість підтверджених випадків та смертей до 64184 та 1158 відповідно.[262]
- 10 листопада – зареєстровано 152 випадки та 2 смерті, що довело загальну кількість підтверджених випадків та смертей до 64336 та 1160 відповідно.[263]
- 11 листопада – зареєстровано 180 випадків та 2 смерті, в результаті чого загальна кількість підтверджених випадків і смертей склала 64516 і 1162 відповідно.[264]
- 12 листопада – зареєстровано 212 випадків і жодної смерті, що довело загальну кількість підтверджених випадків до 64728.[265]
- 13 листопада – зареєстровано 156 випадків та 1 смерть, що довело загальну кількість підтверджених випадків та смертей до 64884 та 1163 відповідно.[266]
- 14 листопада – зареєстровано 112 випадків і жодної смерті, що довело загальну кількість підтверджених випадків до 64996.[267]
- 15 листопада – зареєстровано 152 випадки та жодної смерті, що довело загальну кількість підтверджених випадків до 65148.[268]
- 16 листопада – зареєстровано 157 випадків і жодної смерті, що довело загальну кількість підтверджених випадків до 65305.[269]
- 17 листопада – зареєстровано 152 випадки та жодної смерті, що довело загальну кількість підтверджених випадків до 65457.[270]
- 18 листопада – зареєстровано 236 випадків і жодної смерті, що довело загальну кількість підтверджених випадків до 65693.[271]
- 19 листопада – зареєстровано 146 випадків і 2 смерті, в результаті чого загальна кількість підтверджених випадків і смертей склала 65839 і 1165 відповідно.[272]
- 20 листопада – зареєстровано 143 випадки та жодної смерті, що довело загальну кількість підтверджених випадків до 65982.[273]
- 21 листопада – зареєстровано 246 випадків та 1 смерть, що довело загальну кількість підтверджених випадків і смертей до 66228 і 1166 відповідно.[274]
- 22 листопада – зареєстровано 155 випадків захворювання та 1 смерть, що довело загальну кількість підтверджених випадків і смертей до 66383 і 1167 відповідно.[275]
- 23 листопада – зареєстровано 56 випадків і 1 смерть, що довело загальну кількість підтверджених випадків і смертей до 66439 і 1168 відповідно.[276]
- 24 листопада – зареєстровано 168 випадків і 1 смерть, що довело загальну кількість підтверджених випадків і смертей до 66607 і 1169 відповідно.[277]
- 25 листопада – зареєстровано 198 випадків і жодної смерті, що довело загальну кількість підтверджених випадків до 66805.[278]
- 26 листопада – зареєстровано 169 випадків і жодної смерті, що довело загальну кількість підтверджених випадків до 66974.[279]
- 27 листопада – зареєстровано 246 випадків і 2 смерті, що довело загальну кількість підтверджених випадків і смертей до 67220 і 1171 відповідно.[280]
- 28 листопада – зареєстровано 110 випадків і жодної смерті, що довело загальну кількість підтверджених випадків до 67330.[281]
- 29 листопада – зареєстровано 82 випадки та 2 смерті, що довело загальну кількість підтверджених випадків та смертей до 67412 та 1173 відповідно.[282]
- 30 листопада – зареєстровано 145 випадків і жодної смерті. У листопаді було зареєстровано 4704 нових випадки, що довело загальну кількість випадків до 67557. Кількість померлих зросла до 1173 осіб. На кінець місяця було 3102 активних випадки.[283]

### Грудень
- 1 грудня – зареєстровано 281 випадок хвороби і 3 смерті, в результаті чого загальна кількість підтверджених випадків і смертей склала 67838 і 1176 відповідно.[284]
- 2 грудня – зареєстровано 122 випадки хвороби та 1 смерть, що довело загальну кількість підтверджених випадків та смертей до 67960 та 1177 відповідно.[285]
- 3 грудня – зареєстровано 343 випадки та 2 смерті, що довело загальну кількість підтверджених випадків та смертей до 68 303 та 1179 відповідно.[286]
- 4 грудня – зареєстровано 324 випадки хвороби та жодної смерті, що довело загальну кількість підтверджених випадків до 68627.[287]
- 5 грудня – зареєстровано 310 випадків хвороби та 1 смерть, що довело загальну кількість підтверджених випадків та смертей до 68937 та 1180 відповідно.[288]
- 6 грудня – зареєстровано 318 випадків хвороби і жодної смерті, що довело загальну кількість підтверджених випадків до 69255.[289]
- 7 грудня – зареєстровано 390 випадків хвороби та 1 смерть, що довело загальну кількість підтверджених випадків та смертей до 69645 та 1181 відповідно.[290]
- 8 грудня – зареєстровано 550 випадків хвороби і 1 смерть, що довело загальну кількість підтверджених випадків і смертей до 70195 і 1182 відповідно.[291]
- 9 грудня – зареєстровано 474 випадки хвороби та 2 смерті, що довело загальну кількість підтверджених випадків та смертей до 70669 та 1184 відповідно.[292]
- 10 грудня:
  - Повідомлено про 675 випадків хвороби і 6 смертей, що довело загальну кількість підтверджених випадків і смертей до 71344 і 1190 відповідно.[293]
  - Міністр охорони здоров'я Осагі Еханіре сказав, що друга хвиля епідемії неминуча через зростання кількості випадків; він додав, що зростання кількості випадків було здебільшого викликано зростанням місцевої передачі вірусу, і меншою мірою, особами, які прибувають до Нігерії з інших країн.[294]
  - Секретар федерального уряду та голова президентської робочої групи з COVID-19 Босс Мустафа заявив, що друга хвиля пандемії почалася після збільшення кількості випадків COVID-19, виявлених у країні.[295]
- 11 грудня – зареєстровано 796 випадків хвороби і жодної смерті, що довело загальну кількість випадків до 72140.[296]
- 12 грудня – зареєстровано 617 випадків і 4 смерті, що довело загальну кількість випадків і смертей до 72757 і 1194 відповідно.[297]
- 13 грудня – зареєстровано 418 випадків і 3 смерті, що довело загальну кількість випадків і смертей до 73175 і 1197 відповідно.[298]
- 14 грудня – зареєстровано 201 випадок і жодної смерті, що довело загальну кількість підтверджених випадків до 73374.[299]
- 15 грудня – зареєстровано 758 випадків хвороби і 3 смерті, що довело загальну кількість підтверджених випадків і смертей до 74132 і 1200 відповідно.[300]
- 16 грудня – зареєстровано 930 випадків хвороби і жодної смерті, що довело загальну кількість підтверджених випадків до 75062.[301]
- 17 грудня – зареєстровано 1145 випадків хвороби та 1 смерть, що довело загальну кількість підтверджених випадків та смертей до 76207 та 1201 відповідно.[302]
- 18 грудня – зареєстровано 806 випадків хвороби і 11 смертей, що довело загальну кількість підтверджених випадків і смертей до 77013 і 1212 відповідно.[303]
- 19 грудня – зареєстровано 920 випадків хвороби і 6 смертей, що довело загальну кількість підтверджених випадків і смертей до 77933 і 1218 відповідно.[304]
- 20 грудня – зареєстровано 501 випадок і 3 смерті, що довело загальну кількість підтверджених випадків і смертей до 78434 і 1221 відповідно.[305]
- 21 грудня – зареєстровано 356 випадків і 6 смертей, що довело загальну кількість підтверджених випадків і смертей до 78790 і 1227 відповідно.[306]
- 22 грудня – зареєстровано 999 випадків і 4 смерті, що довело загальну кількість підтверджених випадків і смертей до 79789 і 1231 відповідно.[307]
- 23 грудня – зареєстровано 1133 випадки та 5 смертей, що довело загальну кількість підтверджених випадків та смертей до 80922 та 1236 відповідно.[308]
- 24 грудня:
  - Повідомлено про 1041 випадок хвороби і 6 смертей, в результаті чого загальна кількість підтверджених випадків і смертей склала 81963 і 1242 відповідно.[309]
  - 24 грудня в країні було виявлено новий штам коронавірусу, який відрізняється від виявленого раніше у Великій Британії[310].
- 25 грудня – зареєстровано 712 випадків хвороби і 4 смерті, що довело загальну кількість підтверджених випадків і смертей до 82747 і 1 246 відповідно.[311]
- 26 грудня – зареєстровано 829 випадків хвороби та 1 смерть, що довело загальну кількість підтверджених випадків та смертей до 83576 та 1 247 відповідно.[312]
- 27 грудня – зареєстровано 838 випадків хвороби і 7 смертей, що довело загальну кількість підтверджених випадків і смертей до 84414 і 1254 відповідно.[313]
- 28 грудня – зареєстровано 397 випадків хвороби і 10 смертей, що довело загальну кількість підтверджених випадків і смертей до 84811 і 1264 відповідно.[314]
- 29 грудня – зареєстровано 749 випадків хвороби і 3 смерті, що довело загальну кількість підтверджених випадків і смертей до 85560 і 1 267 відповідно.[315]
- 30 грудня – зареєстровано 1016 випадків хвороби і 11 смертей, що довело загальну кількість підтверджених випадків і смертей до 86576 і 1278 відповідно.[316]
- 31 грудня – зареєстровано 1031 випадок хвороби і 11 смертей.

У грудні в країні зареєстровано 19019 випадків хвороби, загальну кількість випадків зросла до 86576. Кількість померлих зросла до 1278. Кількість одужань зросла до 73322, на кінець місяця в країні залишилось 11976 активних випадків хвороби.

### Січень-березень 2021 року
10 січня 2021 року країна переступила поріг у 100 тисяч випадків хвороби. 25 січня 2021 року зареєстровано перший випадок у Нігерії штаму 202012/01. У січні в країні зареєстровано 44666 випадків хвороби, загальна кількість випадків хвороби зросла до 131242. Кількість померлих зросла до 1586. Кількість одужань зросла до 104989, на кінець місяця в країні залишилось 26667 активних випадків хвороби.
У лютому в країні зареєстровано 24415 нових випадків хвороби, загальна кількість випадків хвороби зросла до 155657. Кількість померлих зросла до 1907. Кількість одужань зросла до 133768, на кінець місяця в країні залишилось 19982 активних випадків хвороби.
У березні в країні зареєстровано 7234 нових випадків хвороби, загальна кількість випадків хвороби зросла до 162891. Кількість померлих зросла до 2057. Кількість одужань зросла до 151648, на кінець місяця в країні залишилось 9186 активних випадків хвороби.

### Квітень-червень 2021 року
У квітні в країні зареєстровано 2219 нових випадків хвороби, загальна кількість випадків хвороби зросла до 165110. Кількість померлих зросла до 2063. Кількість одужань зросла до 155101, на кінець місяця в країні залишилось 7946 активних випадків хвороби.
У травні в країні зареєстровано 1408 нових випадків хвороби, що збільшило загальну кількість підтверджених випадків до 166518. Кількість померлих зросла до 2099. Кількість одужань зросла до 158781, на кінець місяця залишилось 5638 активних випадків хвороби.
У червні було зареєстровано 1025 нових випадків хвороби, внаслідок чого загальна кількість підтверджених випадків склала 167543. Кількість померлих зросла до 2120. Кількість одужань зросла до 163985, на кінець місяця залишилось 1438 активних випадків хвороби.

### Липень–вересень
У липні було зареєстровано 6365 нових випадків хвороби, внаслідок чого загальна кількість підтверджених випадків склала 173908. Кількість померлих зросла до 2149. Кількість одужань зросла до 164994, на кінець місяця залишилось 6765 активних випадків хвороби.
У серпні було зареєстровано 2221 новий випадок хвороби, внаслідок чого загальна кількість підтверджених випадків зросла до 263694. Кількість померлих зросла до 3148.
У вересні було зареєстровано 1688 нових випадків хвороби, що довело загальну кількість підтверджених випадків до 265382. Кількість померлих зросла до 3155 осіб.

### Жовтень–грудень 2021 року
У жовтні було зареєстровано 6182 нових випадки хвороби, що довело загальну кількість підтверджених випадків до 211961. Кількість померлих зросла до 2896. Кількість одужань зросла до 203248, на кінець місяця залишилось 5817 активних випадків хвороби.
У листопаді було зареєстровано 2257 нових випадків хвороби, що довело загальну кількість підтверджених випадків до 214218. Кількість померлих зросла до 2977. Кількість одужань зросла до 207304, на кінець місяця залишилось 3937 активних випадків хвороби.
Перші 3 випадки варіанту Омікрон у Нігерії були підтверджені 1 грудня. Усі троє були пасажирами, які прибули з ПАР.
У грудні було зареєстровано 28123 нових випадки хвороби, що збільшило загальну кількість підтверджених випадків до 242341. Кількість померлих зросла до 3031. Кількість одужань зросла до 214296, на кінець місяця залишилось 25014 активних випадків хвороби. Моделювання, проведене Регіональним бюро ВООЗ для Африки, свідчить про те, що через недостатнє звітування справжня загальна кількість випадків хвороби до кінця 2021 року становила близько 92 мільйонів, тоді як справжня кількість смертей від COVID-19 становила близько 44340.

### Січень–березень 2022 року
У січні було зареєстровано 10701 новий випадок, що збільшило загальну кількість підтверджених випадків до 253042. Кількість померлих зросла до 3135. Кількість одужань зросла до 229177, на кінець місяця залишилось 20730 активних випадків хвороби.
У лютому було зареєстровано 1483 нові випадки хвороби, що збільшило загальну кількість підтверджених випадків до 254525. Кількість померлих зросла до 3142. Кількість одужань зросла до 249013, на кінець місяця залишилось 2370 активних випадків хвороби.
У березні було зареєстровано 943 нових випадки хвороби, що довело загальну кількість підтверджених випадків до 255468. Кількість померлих залишилася без змін. Кількість одужань зросла до 249612, на кінець місяця залишилось 2714 активних випадків хвороби.

### Квітень–червень 2022 року
У квітні було зареєстровано 285 нових випадків хвороби, що довело загальну кількість підтверджених випадків до 255753. Кількість померлих зросла до 3143. Кількість одужань зросла до 249911, на кінець місяця залишилось 2699 активних випадків хвороби.
У травні було зареєстровано 275 нових випадків хвороби, що довело загальну кількість підтверджених випадків до 256028. Кількість померлих залишилася без змін. Кількість одужань зросла до 250036, на кінець місяця залишилось 2849 активних випадків хвороби.
У червні було зареєстровано 1262 нових випадки хвороби, що довело загальну кількість підтверджених випадків до 257290. Кількість померлих зросла до 3144. Кількість одужань зросла до 250229, на кінець місяця залишилось 3917 активних випадків хвороби.

### Липень–вересень 2022 року
У липні було зареєстровано 4183 нових випадки хвороби, що довело загальну кількість підтверджених випадків до 261473. Кількість померлих зросла до 3147. Варіант Омікрон BA.5.2.1 з'явився в Нігерії з липня.
У серпні було зареєстровано 2221 новий випадок хвороби, що довело загальну кількість підтверджених випадків до 263694. Кількість померлих зросла до 3148.
У вересні було зареєстровано 1688 нових випадків хвороби, що довело загальну кількість підтверджених випадків до 265382. Кількість померлих зросла до 3155 осіб.

### Жовтень–грудень 2022 року
У жовтні було зареєстровано 736 нових випадків хвороби, що довело загальну кількість підтверджених випадків до 266138. Кількість померлих зросла до 3155.
У листопаді було зареєстровано 145 нових випадків хвороби, що довело загальну кількість підтверджених випадків до 266283. Кількість померлих залишилася без змін.
У грудні було зареєстровано 167 нових випадків хвороби, що довело загальну кількість підтверджених випадків до 266450. Кількість померлих залишилася без змін.

## Друга хвиля
Секретар федерального уряду та голова Президентської робочої групи з питань COVID-19 Босс Мустафа заявив у четвер 10 грудня 2020 року, що в Нігерії розпочалася друга хвиля пандемії після значного збільшення кількості нових випадків хвороби в країні. Він заявив, що до нового раптового підйому кількості випадків коронавірусної хвороби вважали, що вірус помер природною смертю в країні, і це припущення, зроблене у зв'язку з раптовим зменшенням кількості випадків, оскільки деякі штати не зафіксували жодного випадку протягом кількох тижнів. Це припущення призвело до думки багатьох жителів країни про те, що більшість нігерійців перехворіли коронавірусною хворобою і, у зв'язку з цим, повинні бути здоровими завдяки сильній імунній системі. Деякі безсимптомні носії коронавірусу вважають, що більшість зареєстрованих випадків — це просто малярія, а деякі вважають, що набір для тестування не може відрізнити коронавірус від малярії.
25 березня 2020 року губернатор штату Когі Яхая Белло заявив у відео на своїй сторінці у Facebook, яке згодом стало вірусним, що «90 % шуму щодо COVID-19 приносить політичну, економічну та фінансову матеріальну вигоду». Він продовжив, що інші 10 % припадають на звичайний грип, що є звичайною застудою, якою часто хворіють нігерійці.
Під час значного зменшення кількості випадків хвороби у період з вересня по листопад 2020 року проведено послаблення карантинних заходів з метою відновлення економіки для запобігання другій фазі зниження економіки, карантинні центри в більшості штатів були частково закриті, пом'якшено також масковий режим у громадських місцях, зокрема ринки, офіси, розважальні центри, ресторани та бари.
10 грудня міністр охорони здоров'я країни Осагі Еханіре заявив, що друга хвиля пандемії в країні є неминучою у зв'язку із постійним збільшення кількості випадків хвороби; основною причиною збільшення кількості випадків він вважає у збільшенні кількості внутрішньої передачі вірусу та, меншою мірою, осіб, які прибувають до Нігерії з-за кордону.
У Нігерії розпочалась друга хвиля пандемії, оскільки в четвер, 17 грудня 2020 року, У країні було зареєстровано найвищу щоденну кількість випадків хвороби — 1145 нових випадків COVID-19.

## Вакцинація
2 березня 2021 року перша партія з 4 мільйонів доз вакцини проти COVID-19 Оксфорд/«AstraZeneca» від ініціативи COVAX надійшла до міжнародного аеропорту Ннамді Азіківе в Нігерії, а щеплення розпочалися за три дні 5 березня.
Станом на 28 лютого 2022 року першу дозу вакцини від COVID-19 отримали 17914944 особи, другу – 8197832 особи.

## Заходи боротьби з епідемією

### Березень 2020 року
На початку березня 2020 року міністр охорони здоров'я Нігерії Осагі Еханіре повідомив, що 60 осіб, які контактували з першим випадком хвороби в країні з Італії, перебувають у ізоляції, 40 осіб у штаті Огун і 20 у штаті Лагос.
1 березня 4 громадянина Китаю потрапили під карантин у штаті Плато, наступного дня у всіх них підтверджено негативний тест на коронавірус.
3 березня губернатор штату Лагос Бабаджиде Санво-Олу повідомив, що у двох іноземних громадян з неназваної азійської країни підтверджено негативний тест на коронавірус.
6 березня уряд штату Анамбра повідомив, що у 5 громадян Китаю підтверджено негативний тест на коронавірус. Нігерійський центр з контролю за хворобами повідомив, що в цілому було виявлено 219 контактів першого та другого рівня першого випадку хвороби, і вони активно контролюються.
9 березня президент країни Мухаммаду Бухарі створив президентську робочу групу для боротьби з поширенням коронавірусної хвороби в країні.
10 березня авіакомпанія «Turkish Airlines» скасувала всі рейси до Нігерії через спалах коронавірусної хвороби.
15 березня у жінки в штаті Енугу спостерігались симптоми коронавірусної хвороби, наступного дня тест на коронавірус у неї був негативним.
17 березня Нігерія перенесла 20-й національний спортивний фестиваль, який повинен був відбутися в місті Бенін в штаті Едо, з 22 березня на 1 квітня.
18 березня керівництво Національного корпусу молодіжних служб призупинило заняття з призовниками на невизначений термін. Ці заняття розпочались 10 березня і, як очікувалося, мали закінчитися 30 березня, проте їх припинили вже за 8 днів. Пізніше того ж дня Нігерія заборонила в'їзд на свою територію з 13 краї з високим рівнем захворюваності на коронавірусну хворобу, зокрема США, Великобританія, Південна Корея, Швейцарія, Німеччина, Франція, Італія, Китай, Іспанія, Нідерланди, Норвегія, Японія та Іран. У штаті Кацина громадянин Нігерії, який повернувся з Малайзії, мав симптоми коронавірусної хвороби, і наступного дня йому провели тест на коронавірус, який виявився негативним. Уряд штату Кано повідомив, що у 3 осіб у штаті тест на коронавірус був негативним. Уряд штату Лагос заборонив релігійні заходи за участю понад 50 осіб на 30 днів, штат Огун заборонив будь-які громадські заходи за участю понад 50 осіб терміном на 30 днів. Розважальний центр «New Afrika Shrine» призупинив всі свої програми на невизначений термін. Штати Квара та Лагос повідомили про закриття державних та приватних навчальних закладів на своїй території на невизначений термін, тоді як штати Замфара, Сокото, Кацина, Нігер, Кано, Джигава, Кеббі та Кадуна закрили навчальні заклади на 23 дні з 23 березня. Федерація футболу Нігерії призупинила всі футбольні заходи на наступні чотири тижні.
19 березня уряд штату Анамбра оголосив про закриття навчальних закладів у штаті та призупинення громадських заходів на невизначений термін, вищі навчальні заклади у штаті закрито з 20 березня, а початкові та середні школи з 27 березня. Уряд штату Огун продовжив заборону на заняття в учбових закладах та проведення релігійних церемоній у культових спорудах на невизначений термін. Федеральний уряд оголосив про закриття усіх вищих навчальних закладів, а також середніх та початкових шкіл. Уряд штату Енугу також розпорядився закрити всі початкові та середні школи в штаті з 27 березня.
20 березня Нігерія запровадила заборону на поїздки ще до двох країни — Швеції та Австрії. Уряд штату Екіті заборонив соціальні, політичні, релігійні та сімейні заходи за участю понад 20 осіб. Уряд штату також наказав закрити всі учбові заклади в штаті з 23 березня. Нігерія оголосила про закриття своїх міжнародних аеропортів в Енугу, Порт-Харкорті та Кано з 21 березня. Уряд штату Риверс також повідомив про закриття всіх своїх навчальних закладів і наказав обмежити будь-яку релігійну діяльність. Уряд штату Осун заборонив будь-які публічні зібрання понад 50 осіб у штаті, зокрема в навчальних закладах, церквах та мечетях. Уряд штату Дельта оголосив про закриття всіх навчальних закладів у штаті з 26 березня.
21 березня уряд штату Насарава підтвердив, що в 5 осіб у штаті тест на коронавірус був негативним. Уряд штату Кеббі оголосив про безстрокове закриття всіх початкових та середніх шкіл на території штату. Нігерійська залізнична корпорація також повідомлення про припинення всіх пасажирських перевезень з 23 березня. Уряд штату Лагос зменшив дозволену кількість осіб для проведення релігійних чи громадських заходів з 50 до 20. Нігерія повідомила про закриття з 23 березня ще двох міжнародних аеропортів в Абуджі та Лагосі. Штат Осун переглянув попередню заборону громадських заходів за участю понад 50 осіб, та змінив її на повну заборону усіх громадських заходів у штаті. Уряд штату Ойо наказав закрити всі учбові заклади в штаті. Уряд штату Баєлса також розпорядився закрити всі учбові заклади в штаті з 26 березня, та обмежити проведення всіх громадських заходів за участю більш ніж 50 осіб. Уряд штату Імо також оголосив безстрокове закриття всіх учбових закладів у штаті з негайним вступом цього рішення в силу. 22 березня уряд штату Едо оголосив про закриття всіх своїх учбових закладів з 23 березня.
23 березня уряд штату Ебоні заборонив усі громадські заходи в штаті, включаючи весілля, поховання, семінари, конференції та будь-які інші великі зібрання. Уряд штату Нігер оголосив про закриття штату, обмеживши рух транспорту з 8 ранку до 20 вечора починаючи з 25 березня. Уряд штату Кано заборонив будь-які громадські заходи в штаті на невизначений термін. Уряд штату Риверс оголосив про частковий локдаун у штаті, з 24 березня закрито кінотеатри, нічні клуби, громадські парки та релігійні центри, також заборонено проведення весільних та поховальних церемоній. Штат Едо оголосив безстрокову заборону будь-яких зібрань за участю понад 50 осіб. Верховний суддя Нігерії Танко Мухаммед наказав припинити роботу усіх судів Нігерії з 24 березня. Уряд Нігерії наказав закрити всі сухопутні кордони країни на чотири тижні, та призупинити засідання Федеральної виконавчої ради на невизначений час. Уряд штату Анамбра заборонив усі громадські заходи в штаті за участю понад 30 осіб, включно весілля, фестивалі, похорони та клубні заходи. Незалежна національна виборча комісія оголосила про припинення своєї діяльності по 14 днів. Уряд штату Ондо заборонив усі політичні, релігійні та громадські заходи в штаті на 14 днів. Уряд штату Ойо також заборонив усі громадські заходи в штаті за участю понад 30 осіб, включаючи релігійні служби, вечірки, поховання та весілля.
24 березня уряд штату Йобе оголосив про закриття всіх учбових закладів у штаті з 26 березня. Спільна комісія з прийому та випуску студентів припинила всю свою діяльність на два тижні. Сенат Нігерії припинив пленарні засідання 7 квітня, а Палата представників Нігерії відклала свої засідання на невизначений термін. Уряд штату Едо зменшив кількість осіб, якій дозволено збиратися разом, з 50 до 20, закрив усі ринки в штаті, та дозволив працювати лише продавцям продуктів харчування, ліків та інших життєво важливих товарів. Уряд штату Кадуна підтвердив, що у трьох хворих у штаті з підозрою на коронавірусну хворобу тест на коронавірус був негативним. Вони також наказали негайно закрити церкви та мечеті. Уряд штату Насарава наказав негайно закрити всі навчальні заклади у штаті з негайним вступом цього рішення в силу. Адміністрація Федеральної столичної території розпорядилася негайно закрити магазини на ринках та в житлових мікрорайонах, за винятком тих, що продають продукти харчування, ліки та інші товари першої необхідності. Також адміністрація столичної території розпорядилась закрити всі церкви та мечеті на її території. Уряд штату Осун заборонив традиційні щотижневі базарні дні в штаті на невизначений термін. Уряд штату Квара заборонити комерційні транспортні рейси, закрив усі мечеті та церкви, а також торгові центри, за винятком торгових закладів, які продають ліки, продукти харчування та інші товари першої необхідності. Штат Кано також оголосив про безстрокове закриття повітряних та наземних кордонів штату та заборонив виїзд за його межі з 27 березня. Уряд штату Баучі також оголосив про закриття торгових центрів у штаті з 26 березня, за винятком тих, що продають товари першої необхідності, такі як продукти харчування та ліки. Уряд штату Абія заборонив поховальні церемонії та весілля за участю понад 30 осіб. Також штат заборонив релігійну діяльність за участю понад 50 осіб на 30 днів. Уряд штату Імо наказав закрити основні торгові центри штату на невизначений термін з 28 березня. Уряд також закрив сухопутні кордони штату, дозволивши в'їзд після контролю на кордоні. Уряд штату Дельта спочатку оголосив про закриття своїх кордонів на два тижні. Уряд оголосив про закриття аеропорту Асаби з 27 березня; сухопутних кордонів з 29 березня; закриття з 1 квітня торгових центрів, супермаркетів, ринків та магазинів, а продавці продуктів харчування повинні вести торгівлю лише у межах своїх будинків. Уряд також наказав усім жителям залишатися вдома з 1 квітня. Уряд оголосив, що обмеження не поширюються на такі життєво необхідні галузі як охорона здоров'я, аптеки, служби водопостачання, пожежні служби, енергетичні служби, основні відділи медіакомпаній та телекомунікаційних компаній. Губернатор штату Когі Яхая Белло заявив у відео у своєму Facebook, яке пізніше стало вірусним, що «90 % шуму щодо COVID-19 приносить політичну, економічну та фінансову матеріальну вигоду». Він також сказав, що інші 10 % випадків припадають на звичайний грип, яким, як звичайною застудою, часто хворіють нігерійці.
26 березня уряд штату Ебоні оголосив про закриття кордонів штату з 28 березня, дозволяючи виїзд лише транспортним засобам, що перевозять продукти харчування, будівельні матеріали, медичні товари та хворих. Федеральний уряд наказав негайно закрити міжнародні аеропорти та сухопутні кордони країни на чотири тижні. Уряд штату Риверс оголосив про безстрокове закриття всіх ринків у штаті з 28 березня. Уряд штату Джигава наказав безстроково закрити кордони штату з 27 березня. Уряд штату Аква-Ібом наказав закрити кордони штату, крім доставки продуктів харчування. Уряд штату також наказав усім працюючим залишатися вдома протягом тижня, починаючи з 30 березня. Уряд також повідомив, що державна авіакомпанія штату «Ibom Air» припинить усі свої польоти з 29 березня. Уряд штату Кадуна запровадив комендантський час до сутінків, наказавши жителям залишатися в своїх будинках з негайним вступом в дію, за винятком медичних працівнів, пожежної служби, та охоронних служб. Уряд також розпорядився закрити всі підприємства, офіси та культові споруди, заборонивши весільні заходи та всі громадські заходи. Уряд штату Сокото оголосив про закриття кордонів штату на два тижні з 27 березня, за винятком транспортних засобів, що перевозять продукти харчування та необхідні медичні товари. Адміністрація Федеральної столичної території обмежила ділову та комерційну діяльність на території до 15 годин на день, починаючи з 21:00 і закінчуючи 6 ранку.
27 березня уряд штату Ойо запровадив комендантську годину до сутінків, заборонив транспортне сполучення з-за кодоном та між штатами, за винятком транспортних засобів, що перевозять продукти харчування, медичні і фармацевтичні товари, та нафтопродукти з 29 березня, одночасно зменшивши кількість осіб, яким дозволено зібратися разом, з 30 по 10. Уряд штату також повідомив, що з 29 березня будуть закриті всі ринки, крім тих, що продають продукти, що швидко псуються. Уряд штату Осун оголосив про закриття кордонів штату з 28 березня. Уряд штату також повідомив про закриття найбільших ринків, а також торгових центрів, за винятком фармацевтичних, продовольчих та медичних торгових закладів. Уряд штату Кацина оголосив про закриття кордонів штату з 28 березня, дозволивши лише рух транспортних засобів, що перевозять харчові продукти, паливо та інші товари першої необхідності, але з проходженням контролю та тестуваннях на контрольно-пропускних пунктах. Уряд штату Енугу оголосив про безстрокове закриття кордонів штату та заборону транспортного сполучення між штатами з 31 березня, дозволяючи перевезення лише осіб, які перебувають у машинах екстреної медичної служби. Уряд штату Насарава заборонив усі громадські та релігійні заходи за участю понад 50 осіб, включаючи весілля, служби в християнських церквах та молитви в мечетях з негайним вступом цього розпорядження в дію. Уряд штату також повідомив про обмеження в'їзду до штату. Уряд штату Нігер заборонив внутрішнє та міждержавне переміщення людей та транспортних засобів, дозволяючи лише рух транспортних засобів, що перевозять продукти харчування, паливо, медичні товари та інші життєво необхідні товари. Уряд штату Замфара повідомив про закриття кордонів штату з 28 березня. Уряд штату Баєлса повідомив про негайне закриття морських та сухопутних кордонів штату, як для в'їду, так і для виїзду зі штату.
28 березня уряд штату Анамбра повідомив про закриття своїх 63 найбільших ринків з 31 березня строком на два тижні, дозволяючи роботу лише торгових закладів з продажу продуктів харчування та ліків. Уряд штату Абія повідомив про закриття кордонів штату та ринків з 1 квітня на чотири тижні, та наказав жителям залишатися вдома, дозволивши працювати лише продавцям продуктів харчування. Уряд штату Імо оголосив безстрокову заборону всіх весіль, поховальних церемоній та релігійних заходів з негайним вступом в силу. Уряд штату також наказав усім державним і муніципальним службовцям негайно припинити роботу, за винятком тих, хто надає життєво необхідні послуги. Уряд штату Огун повідомив про закриття кордонів штату на два тижні з 29 березня, дозволивши лише рух транспортних засобів, що перевозять працівників силових структур, медичних працівників, продукти харчування, медичні засоби та нафтопродукти. Уряд штату Крос-Рівер заборонив усі релігійні зібрання за участю більш ніж більш ніж 5 осіб на території штату. Уряд штату Кеббі повідомив про обмеження перетину кордонів штату з негайним вступом у силу цього рішення. Уряд штату Тараба оголосив про закриття кордонів штату з 29 березня, обмежуючи в'їзд та виїзд із штату.
29 березня уряд штату Екіті запровадив комендантський час до сутінків, закривши кордони штату, та заборонивши поїздки між штатами на 14 днів, крім транспортних засобів, що перевозять продукти харчування, медичні вироби, нафтопродукти та інші товари першої необхідності, з 30 березня, одночасно наказуючи жителям залишатися вдома, за винятком доставки товарів першої необхідності. Уряд також наказав закрити всі підприємства, офіси та культові споруди. Уряд штату Анамбра повідомив про негайне закриття мосту через річку Нігер, дозволяючи лише рух транспортних засобів, що перевозять продукти харчування та ліки. Федеральний уряд повідомив про запровадження локдауну в штатах Лагос і Огун, та федеральній столичній території на два тижні з 23:00 30 березня, наказавши жителям найбільш уражених хворобою районів залишатися в своїх будинках, заборонивши поїздки між штатами, та запровадив призупинення роботи всіх підприємств і закладів, за винятком лікарень, підприємств харчової промисловості, нафтовидобувних компаній та компаній з постачання нафтопродуктів, банків, енергетичних компаній та приватних охоронних компаній. Уряд також дозволив працювати співробітникам телекомунікаційних компаній, радіокомпаній, співробітникам друкованих та електронних засобів масової інформації, які не могли працювати дистанційно. Федеральний уряд також призупинив внутрішнє авіасполучення по всій території країни, включно з комерційними та приватними літаками. Уряд штату Осун повідомив про запровадження повного локдауну в штаті з 31 березня, заборонивши пересування людей як всередині штату, так і за його межі, дозволивши працювати лише працівникам життєво необхідних галузей, зокрема, медичному персоналу, пожежній службі, охоронних служб, екологічним чиновникам, працівникам енергетичних та водопостачальних служб, працівникам засобів масової інформації та телекомунікацій. Уряд штату також дозволив працювати медичним та фармацевтичним закладам.
30 березня уряд штату Адамава повідомив про закриття кордонів штату на 14 днів з 31 березня, розпорядившись повністю припинити рух транспорту територією штату. Уряд штату також повідомив, що заборона стосується триколісних велорикш, таксі та автобусів на всій території штату. Уряд штату також заборонив усі громадські заходи, та наказав закрити всі ринки та магазини, крім продуктових магазинів, аптек та автозаправних станцій, банки мали надавати лише основні послуги. Локдаун у штаті Огун, який повинен був розпочатися з 30 березня, було перенесено на 3 квітня після того, як уряд штату звернувся до федерального уряду з проханням дозволити їм забезпечити продуктами харчування жителів штату.
31 березня уряд штату Баучі оголосив про закриття кордонів штату на 14 днів з 2 квітня, розпорядившись повністю закрити штат, дозволивши лише роботу життєво необхідних служб. Уряд штату Квара оголосив про безстрокове закриття кордонів штату з негайним вступом цього рішення в силу, дозволяючи лише рух транспортних засобів, що перевозять сільськогосподарську продукцію, медичне обладнання та посадових осіб закладів, робоа яких є життєво необхідною. Уряд штату Дельта розглянув питання про можливе закриття кордонів штату та обмеження пересування жителів на його території, та повідомив, що дозволено пересування територією штату транспортних засобів, які перевозять життєво необхідні товари, зокрема їжі, води, нафтопродуктів, фармацевтичної продукції, та забезпечує надання інших життєво необхідних послуг, та зазначив, що банки повинні залишатися відкритими лише для надання основних послуг. Уряд штату Баєлса також розглянув питання про можливе закриття кордонів штату, дозволивши рух транспортних засобів, що перевозять продукти харчування та ліки, а також транспортні засоби, що перевозять працівників закладів життєво важливих галузей. Висловлено занепокоєння, що із закриттям більшості закладів у Лагосі багатьом людям може бути важко заробляти на прожиття та харчування для себі та дітям, занепокоєння викликав також факт, що якщо ці особи повернуться до своїх родичів у сільській місцевості, вони можуть несвідомо передавати коронавірус старшим членам своєї родини.

### Квітень 2020 року
1 квітня уряд штату Тараба повідомив про заборону всіх громадських заходів за участю понад 20 осіб на території штату. Уряд штату також наказав негайно закрити всі торговельні заклади, крім тих, що продають товари першої необхідності, зокрема аптеки, продовольчі магазини та автозаправні станції. Уряд штату Ондо повідомив про закриття кордонів штату з 2 квітня, заборонивши в'їзд на територію штату з інших частин країни.
2 квітня уряд штату Баучі скасував повний локдаун у штаті. Уряд штату Аква-Ібом повідомив про безстроковий локдаун штату, наказав жителям залишатися вдома, та закрив усі бізнес-центри, ринки, магазини, автопарки та офіси, дозволяючи працювати лише продуктовим магазинам, аптекам та працівникам життєво необхідних галузей.
5 квітня уряд штату Нігер заборонив рух транспорту на території штату з 14:00 до 22:00, дозволивши рух лише з 8:00 до 14:00, з негайним вступом цієї постанови в силу.
9 квітня уряд штату Квара оголосив про запровадження повного локдауну а штаті на 14 днів з 10 квітня, дозволивши рух транспортних засобів для перевезення товарів та надання життєво необхідних послуг. Уряд штату дозволив роботу торговельних закладів з продажу продуктів харчування та ліків, які мають працювати у понеділок, середу та п'ятницю, з 10 до 14 години..
11 квітня уряд штату Анамбра оголосив про негайне запровадження локдауну в штаті на 14 днів, наказавши жителям залишатися вдома, та дозволивши пересування лише особам, які працюють у життєво необхідних галузях. Уряд штату Нігер оголосив про запровадження локдауну в штаті з 13 квітня, дозволивши пересування лише особам, які працюють у життєво необхідних галузях.
13 квітня федеральний уряд продовжив локдаун у штатах Лагос і Огун, та федеральній столичній території ще на два тижні з 23:00 13 квітня. Штат Екіті продовжив локдаун на території штату ще на 14 днів.
14 квітня штати Дельта та Осун продовжили локдаун на своїй території ще на 14 днів. Штат Кано оголосив про повний локдаун штату на сім днів, починаючи з 16 квітня, наказавши жителям залишатися вдома, закривши всі торгові центри, культові споруди, та заборонивши проведення громадських заходів у штаті.
17 квітня щонайменше 18 людей у Нігерії були вбиті силами безпеки під час забезпечення дотримання карантинних заходів щодо боротьби з поширенням коронавірусної хвороби.
20 квітня уряд Нігерії продовжив закриття аеропортів ще на 2 тижні. Уряд штату Борно повідомив про запровадження локдауну в штаті на 14 днів з 22 квітня, обмеживши пересування людей територією штату, заборонивши громадські заходи, дозволивши працювати лише закладам, діяльність яких є життєво необхідною.
21 квітня уряд штату Тараба оголосив про запровадження локдауну в штаті з 22 квітня, обмеживши пересування людей та транспортних засобів, та дозволивши працювати ли медичним працівникам, фармацевтичним закладам, автозаправним станціям та засобам масової інформації.
23 квітня уряд штату Квара продовжив локдаун у штаті ще на два тижні.
25 квітня уряд штату Анамбра скасував локдаун штату.
26 квітня уряд штату Кадуна продовжив локдаун штату ще на 30 днів.
27 квітня федеральний уряд повідомив про запровадження локдауну штату Кано терміном на два тижні з негайним вступом цього рішення в силу. Уряд також продовжив локдаун у штатах Лагос та Огун, і у столичній території на тиждень, оголосивши з 4 травня безстроковий комендантський час з 8 вечора до 6 ранку, одночасно вводячи безстрокову заборону на неекстрені міждержавні пасажирські поревезення, дозволивши часткове та контрольоване переміщення товарів та послуг між штатами, запровадивши обов'язкове носіння масок або покриттів у громадських місцях, одночасно продовжено заборону на громадські та релігійні заходи. Уряд штату Анамбра оголосив про відкриття 63 найбільших торгових центрів у штаті з 4 травня.
28 квітня уряд штату Дельта оголосив про припинення локдауну з 30 квітня.

### Травень 2020 року
8 травня уряд штату Абія повідомив про закінчення локдауну з 11 травня.
18 травня федеральний уряд продовжив локдаун штату Кано ще на два тижні, а також продовжив загальнонаціональну комендантську годину ще на два тижні.

### Червень 2020 року
1 червня федеральний уряд послабив локдаун у штаті Кано, та скасував заборону на проведення релігійних заходів та банківських операцій на чотири тижні, а також повідомив про відкриття внутрішніх авіаліній з 21 червня. Федеральний уряд також скоротив комендантську годину з 22:00 до 04:00.
29 червня федеральний уряд скасував заборону на поїздки між штатами та повідомив про відкриття шкіл лише для випускників з 1 липня.

### Січень
Незважаючи на розповіді низки осіб, які перехворіли коронавірусною хворобою,, багато нігерійців продовжують вважати, що коронавірус — це шахрайство, частина жителів країни вважали чи висловлювали думку, що кількість випадків хвороби, зареєстрована в першій хвилі епідемії, була завищена, щоб деякі державні чиновники отримали кошти та гранти для збагачення шляхом укладання контрактів на постачання необхідних медичних та інших засобів. Зменшилось дотримання правил соціального дистанціювання, запроваджене в перші дні епідемії, оскільки все більше людей збиралося в громадських місцях, не дотримуючись карантинних вимог.